# Liste der Biografien/Koll
Liste der Biografien |
Portal Biografien |
Personensuche
# |
A |
B |
C |
D |
E |
F |
G |
H |
I |
J |
K |
L |
M |
N |
O |
P |
Q |
R |
S |
T |
U |
V |
W |
X |
Y |
Z |
?
 
Ka |
Kb |
Kc |
Kd |
Ke |
Kf |
Kg |
Kh |
Ki |
Kj |
Kl |
Km |
Kn |
Ko |
Kp |
Kr |
Ks |
Kt |
Ku |
Kv |
Kw |
Ky |
Kx |
Kz
 
Koa |
Kob |
Koc |
Kod |
Koe |
Kof |
Kog |
Koh |
Koi |
Koj |
Kok |
Kol |
Kom |
Kon |
Koo |
Kop |
Kor |
Kos |
Kot |
Kou |
Kov |
Kow |
Kox |
Koy |
Koz
 
Kola |
Kolb |
Kolc |
Kold |
Kole |
Kolf |
Kolg |
Kolh |
Koli |
Kolj |
Kolk |
Koll |
Kolm |
Koln |
Kolo |
Kolp |
Kolr |
Kols |
Kolt |
Kolu |
Kolv |
Kolw |
Koly |
Kolz
Die Liste der Biografien führt alle Personen auf, die in der deutschsprachigen Wikipedia einen Artikel haben. Dieses ist eine Teilliste mit 454 Einträgen von Personen, deren Namen mit den Buchstaben „Koll“ beginnt.

## Koll
- Koll, Alexander (* 1980), deutscher Schauspieler und HörspielsprecherAlexander Koll (* 1980)

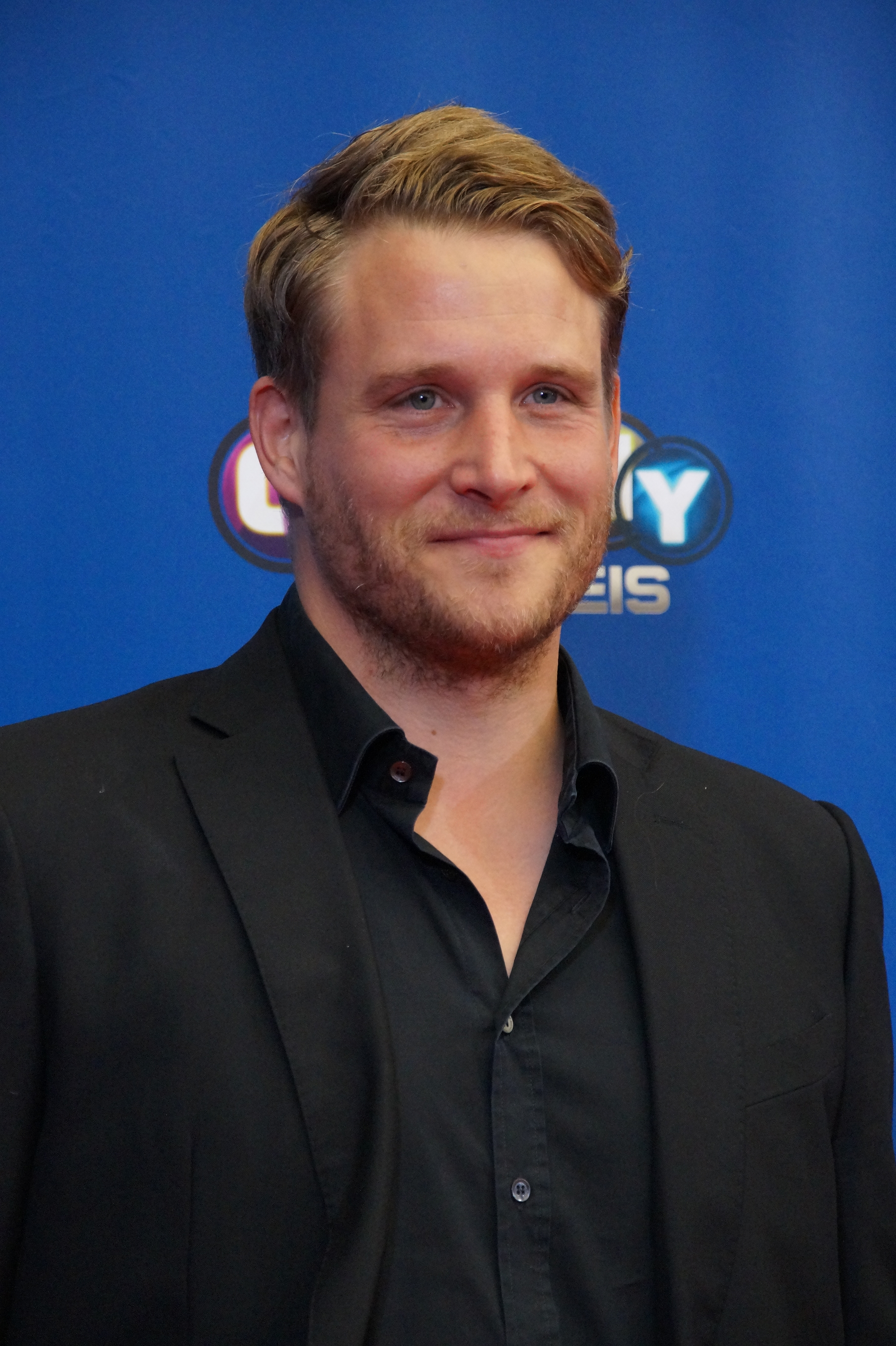
Alexander Koll (* 1980)

- Koll, Alexander (* 1982), österreichischer Skirennläufer
- Köll, Alexander (* 1990), schwedischer Skirennläufer
- Koll, Alo (1910–1984), deutscher Komponist, Orchesterleiter und Dozent
- Köll, Andreas (* 1960), österreichischer Politiker (ÖVP), Landtagsabgeordneter in Tirol
- Koll, Björn (* 1968), deutscher Medienunternehmer, Filmverleiher, Filmproduzent, Verleger und Stifter
- Koll, Claudia (* 1965), italienische Schauspielerin
- Koll, Dominik (* 1984), österreichischer Schwimmer
- Koll, Franz (1936–1999), deutscher Autor
- Köll, Fritz (1927–2018), deutscher Blasmusiker und Komponist
- Koll, Gerald (* 1966), deutscher Kulturjournalist, Autor, Filmemacher
- Koll, Gerd (1938–2013), deutscher Fußballspieler und -trainer
- Koll, Heinrich (* 1951), österreichischer Bratschist
- Koll, Johannes (* 1964), deutscher Historiker und Archivar
- Köll, Josef Maria (1928–2008), österreichischer Abt des Stifts Stams
- Koll, Leo (* 2003), österreichischer Basketballspieler
- Koll, Magdalena (1879–1962), deutsche Werbegrafikerin, Schrift- und Plakatgestalterin
- Koll, Malachias (1783–1844), österreichischer Zisterzienser, Priester und Archivar
- Köll, Peter (1941–2008), deutscher Chemiker und Professor an der Universität Oldenburg
- Koll, Rainer (* 1960), deutscher Kunstturner und Mediziner (Orthopäde)
- Koll, Richard (1897–1963), deutscher Generalleutnant im Zweiten Weltkrieg
- Koll, Roxy Mathew, indischer Klimawissenschaftler
- Koll, Theo (* 1958), deutscher Journalist und FernsehmoderatorTheo Koll (* 1958)

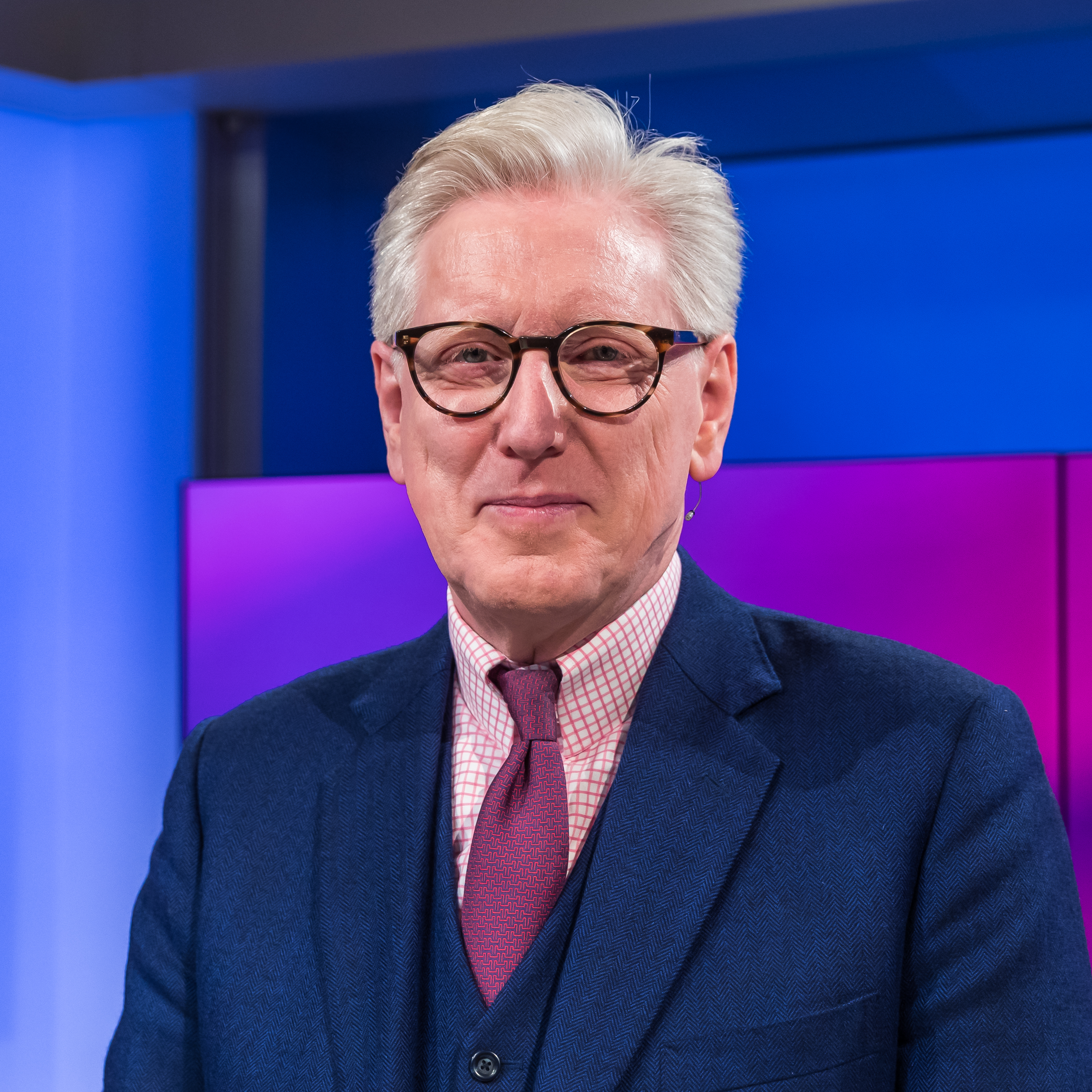
Theo Koll (* 1958)

- Koll, Werner (1902–1968), deutscher Pharmakologe
- Koll, Willi (1926–2005), deutscher Fußballspieler
- Koll-Krüsmann, Marion (* 1963), deutsche Psychologin und Psychotherapeutin

### Kolla
- Kölla, Albert (1889–1988), Schweizer Architekt
- Kolla, Ilmi (1933–1954), estnische Lyrikerin
- Kollakowsky, Hartmut (1944–2003), deutscher Schauspieler
- Kollamparambil, Joseph (* 1955), indischer syro-malabarischer Geistlicher, Weihbischof in Shamshabad
- Kollamparampil, Joseph (* 1958), indischer Ordensgeistlicher, Bischof von Jagdalpur
- Kolland, Dorothea (* 1947), deutsche Musikwissenschaftlerin
- Kolland, Engelbert (1827–1860), österreichischer Ordensgeistlicher, Franziskaner und Märtyrer
- Kolland, Franz (* 1954), österreichischer Soziologe und Gerontologe
- Kolland, Sebastian (* 1983), österreichischer Politiker (ÖVP)
- Kollanen, Heidi (* 1997), finnische Fußballspielerin
- Kollár, Adam František (1718–1783), slowakischer Schriftsteller und Bibliothekar
- Kollár, Boris (* 1965), slowakischer Politiker
- Kollár, Dávid (* 1983), slowakischer Jazzgitarrist
- Kollar, François (1904–1979), französischer Fotograf
- Kollár, Igor (* 1965), slowakischer Leichtathlet
- Kollár, Ján (1793–1852), slowakischer Lyriker, Altertumsforscher und Sprachwissenschaftler
- Kollár, János (* 1956), ungarischer Mathematiker
- Kollar, Martin (1901–1965), deutscher Unternehmer
- Kollar, Rene Matthew (* 1947), US-amerikanischer Historiker
- Kollar, Rüdiger (1925–2005), deutscher Lehrer und Amateurastronom
- Kollar, Sebastian (* 1987), Schweizer Fussballspieler
- Kollar, Vincenz (1797–1860), österreichischer Zoologe, Entomologe und Publizist
- Kollaritsch, Herwig (* 1956), österreichischer Infektiologe
- Kollark, Dieter (* 1944), deutscher Leichtathletiktrainer, inoffizieller Mitarbeiter der DDR-StaatssicherheitDieter Kollark (* 1944)

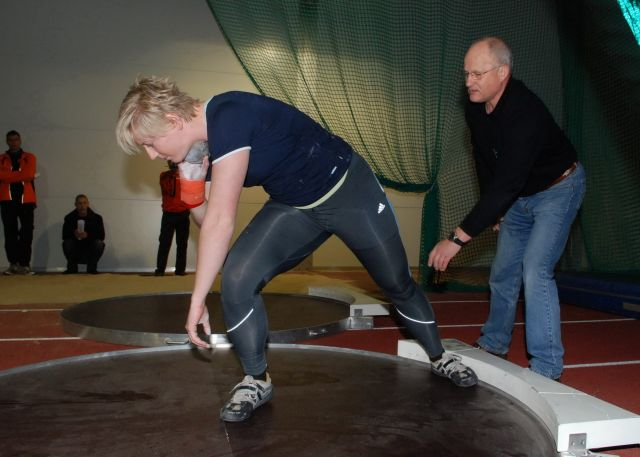
Dieter Kollark (* 1944)

- Kollarová, Hana (* 1982), tschechische Badmintonspielerin
- Kollárovits, Štefan (* 1945), tschechoslowakischer Tischtennisspieler
- Kollars, Dmitrij (* 1999), deutscher Schachspieler
- Kollars, Viktor (1897–1976), österreichischer Sportfunktionär, Politiker und Autor
- Kollarz, Friedrich (1876–1934), österreichischer Offizier und Politiker (Großdeutsche Volkspartei), Abgeordneter zum Nationalrat
- Kollasch, Franz (* 1923), deutscher Schauspieler
- Kollat, Gert (1906–1982), deutscher Schauspieler bei Bühne und Film sowie ein Theaterregisseur und Bühnenbildner
- Kollat, Horst (1925–2004), deutscher Politiker (SPD)
- Kollat, Jens (* 1967), deutscher Basketballspieler
- Kołłątaj, Hugo (1750–1812), polnischer Politiker, Geistlicher und Publizist der Aufklärung
- Kollath, Corinna (* 1976), deutsche Physikerin
- Kollath, Mai-Phuong (* 1963), deutsche Beraterin und Integrationsaktivistin
- Kollath, Rudolf (1900–1978), deutscher Physiker
- Kollath, Werner (1892–1970), deutscher Bakteriologe, Hygieniker und Ernährungsforscher
- Kolláthová, Henrieta, slowakische Squashspielerin
- Kollatschny, Wolfram (* 1950), deutscher Astrophysiker
- Kollatz, Matthias (* 1957), deutscher Politiker (SPD)Matthias Kollatz (* 1957)

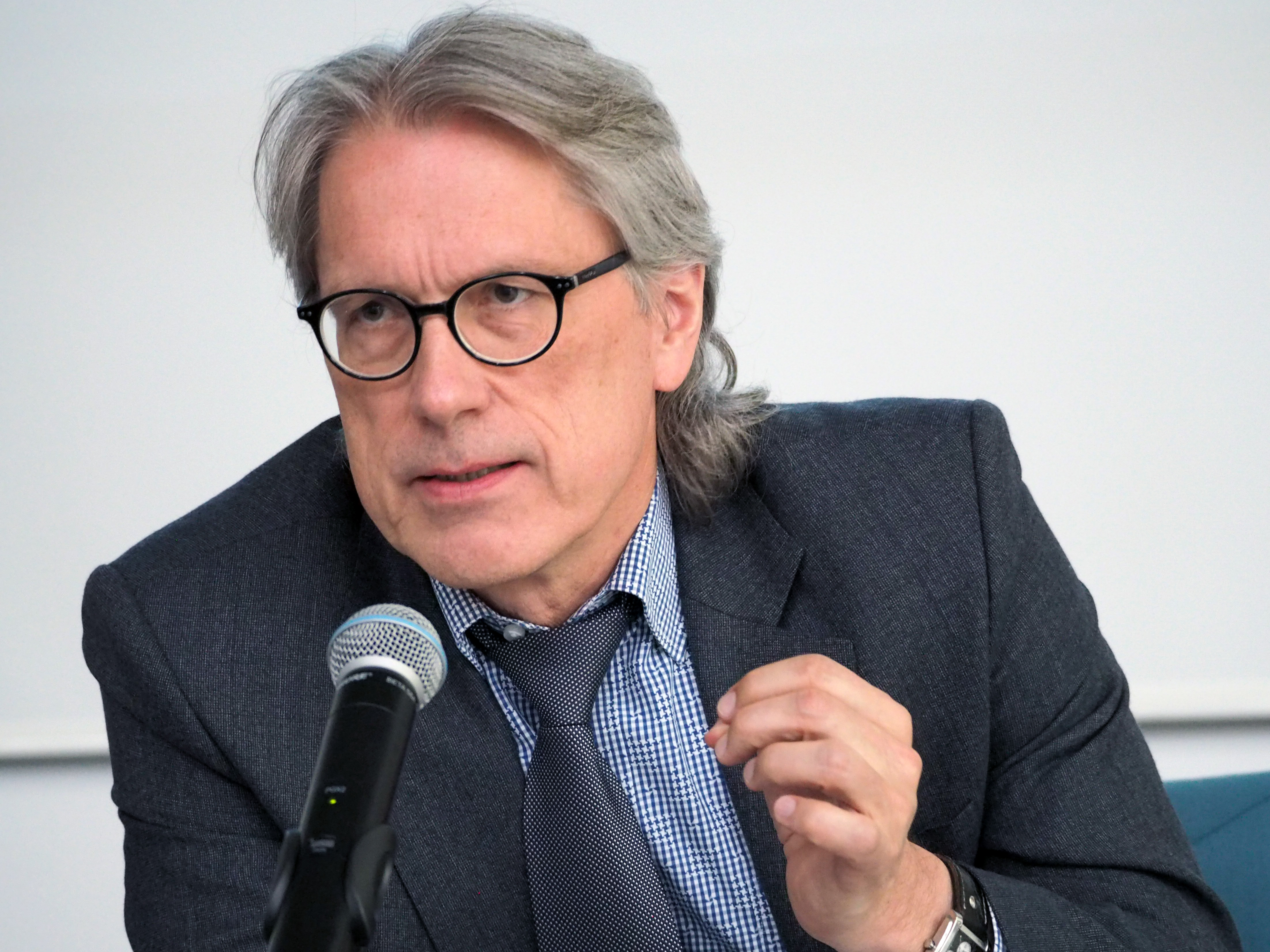
Matthias Kollatz (* 1957)

- Kollatz, Udo (1931–2022), deutscher Verwaltungsjurist und Staatssekretär

### Kollb
- Kollbach, Karl (1858–1911), deutscher Reiseschriftsteller
- Kollberg, Barbro (1917–2014), schwedische Schauspielerin, Theaterleiterin und Schauspiellehrerin
- Kollbrunner, Curt Friedrich (1907–1983), Schweizer Ingenieur
- Kollbrunner, Emil (1846–1918), Schweizer Gymnasiallehrer, Rektor, Redakteur, Politiker und Stadtschreiber
- Kollbrunner, Max P. (1926–2010), Schweizer Architekt
- Kollbrunner, Oskar (1895–1932), Schweizer Schriftsteller
- Kollbrunner, Ulrich (1852–1932), Schweizer Ingenieur, Sekundarlehrer und Reiseschriftsteller

### Kolld
- Kolldehoff, Reinhard (1914–1995), deutscher Schauspieler

### Kolle
- Kölle, Andreas (1680–1755), österreichischer Barockbildhauer
- Kölle, Brigitte (* 1967), deutsche Kunsthistorikerin und Ausstellungskuratorin
- Kølle, Catharine Hermine (1788–1859), norwegische Reisende und Künstlerin
- Kölle, Christoph Friedrich Karl von (1781–1848), Diplomat des Königreichs Württemberg, Literat sowie Gemäldesammler
- Kölle, Hans (1880–1950), deutscher Gartenarchitekt
- Kolle, Helmut (1899–1931), deutscher MalerHelmut Kolle (1899–1931)

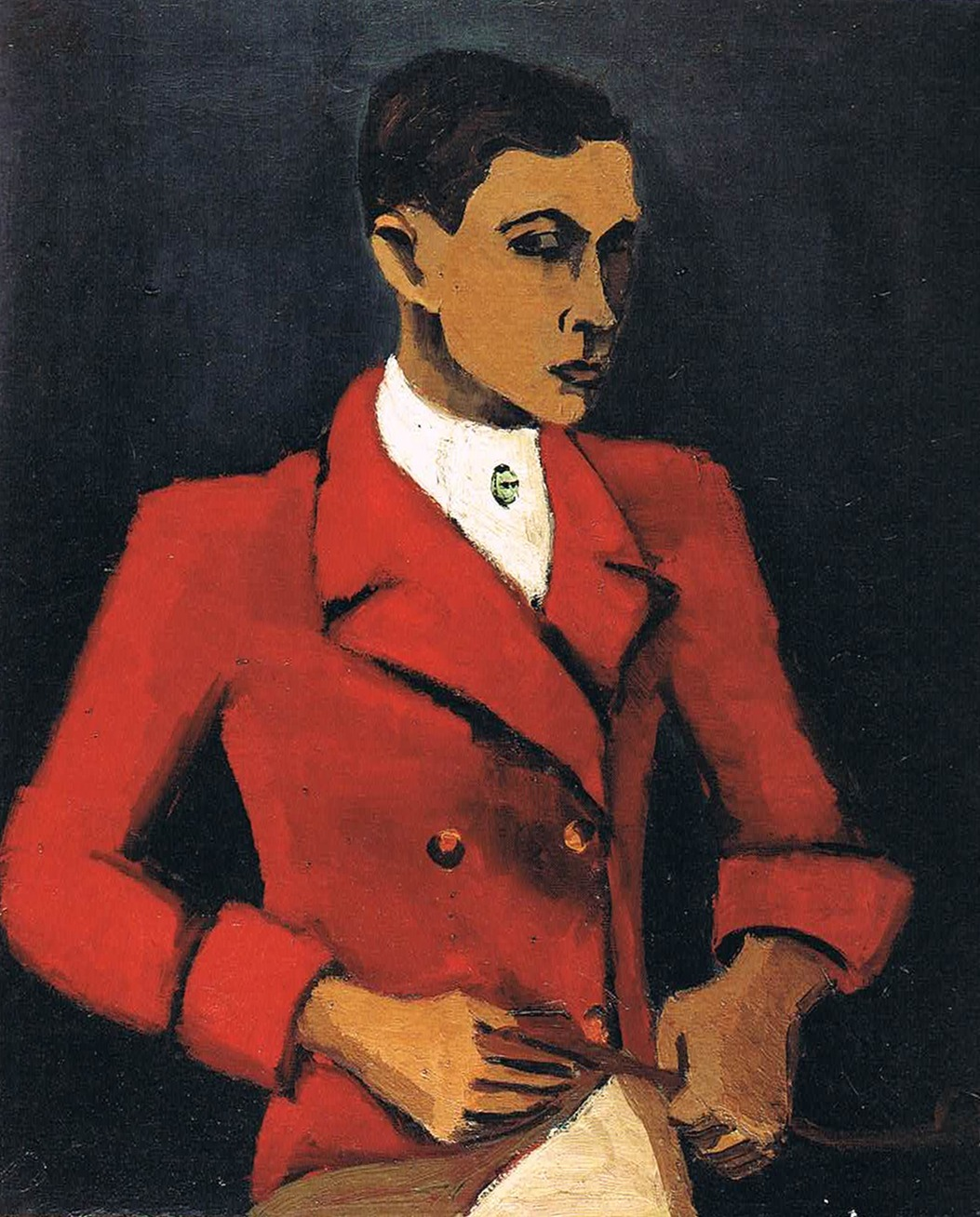
Helmut Kolle (1899–1931)

- Kölle, Immanuel (1875–1935), deutscher Wasserbauingenieur und Strombaudirektor
- Kölle, Johann Adam Christoph (1745–1809), Hofgerichtsassessor, Bürgermeister von Tübingen und Königlicher Obertribunalrat
- Kolle, Kurt (1898–1975), deutscher Psychiater und Autor
- Kolle, Mathias, deutscher Physiker
- Kölle, Niklas (* 1999), deutscher Fußballspieler
- Kolle, Oswalt (1928–2010), deutscher Journalist, Autor und Filmproduzent
- Kölle, Robin (* 2001), deutscher Fußballspieler
- Kolle, Stefan (1962–2017), deutscher Werbe-Unternehmer
- Kolle, Theodor (1844–1932), deutscher Opernsänger (Bass), Musikdirektor und Gesangspädagoge
- Kölle, Viktor (1858–1937), deutscher Jurist und Politiker, MdR
- Kölle, Walter (1936–2020), deutscher Wasserchemiker
- Kolle, Wilhelm (1868–1935), deutscher Hygieniker und Bakteriologe
- Kolleck, Nina (* 1981), deutsche Bildungsforscherin und Professorin
- Kollecker, Brigitte (* 1946), deutsche Hörspielsprecherin und Schauspielerin
- Kolleffel, Johann Lambert (1706–1763), deutscher Militär und Kartograf
- Kollefrath, Magdalena (1841–1909), Äbtissin von Lichtenthal
- Kollegah (* 1984), deutscher RapperKollegah (* 1984)

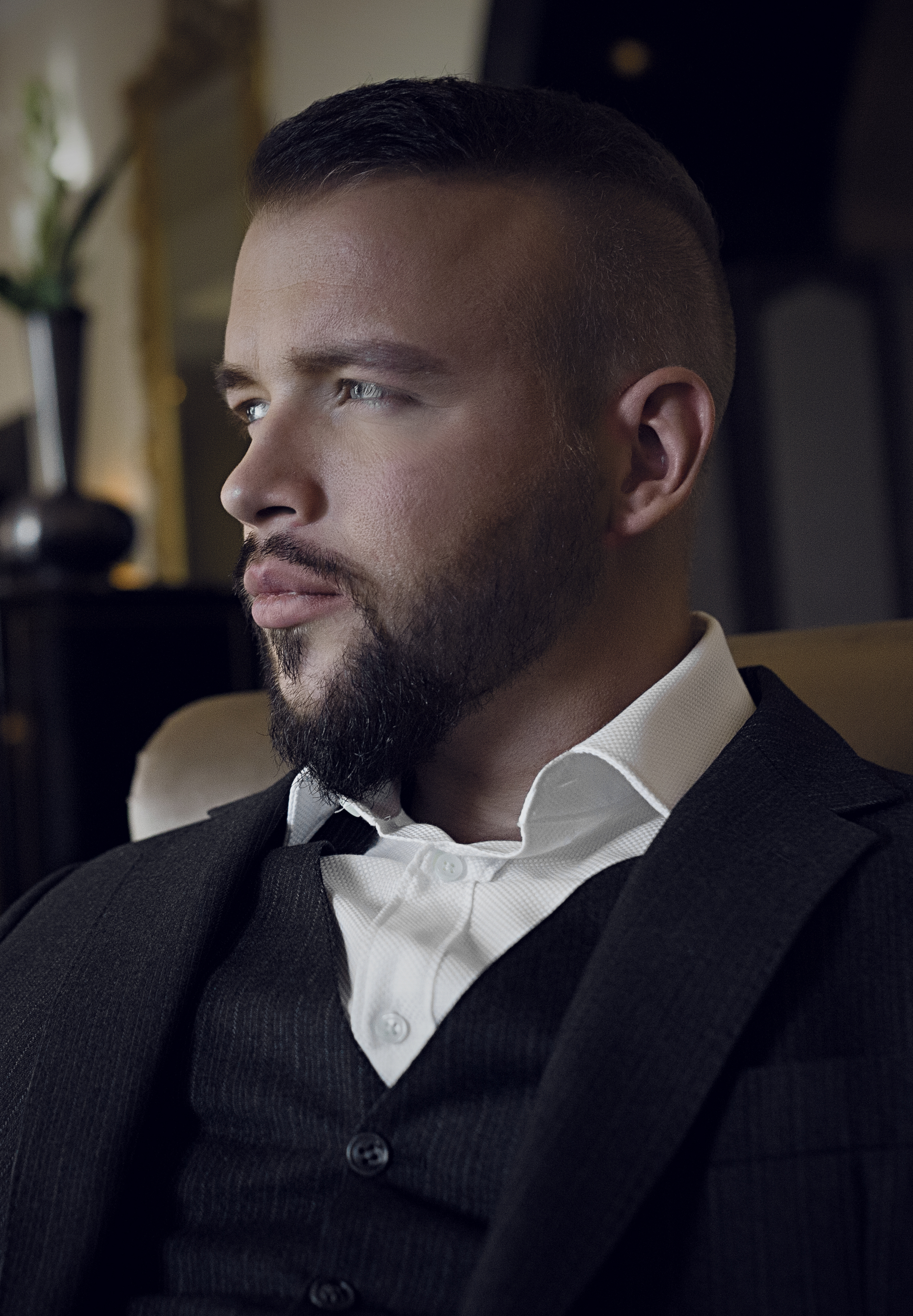
Kollegah (* 1984)

- Kollegger, Andreas (* 1981), österreichischer Fußballschiedsrichter
- Kollegger, Harald (1955–2024), österreichischer Schriftsteller und Neurologe
- Kollegger, Paul (1872–1927), Schweizer Klarinettist und Komponist
- Kollek, Amos (* 1947), israelischer Filmregisseur
- Kollek, Regine (* 1950), deutsche Wissenschaftlerin und Expertin für Bioethik
- Kollek, Sylvia (* 1970), deutsche Musikproduzentin
- Kollek, Teddy (1911–2007), israelischer PolitikerTeddy Kollek (1911–2007)

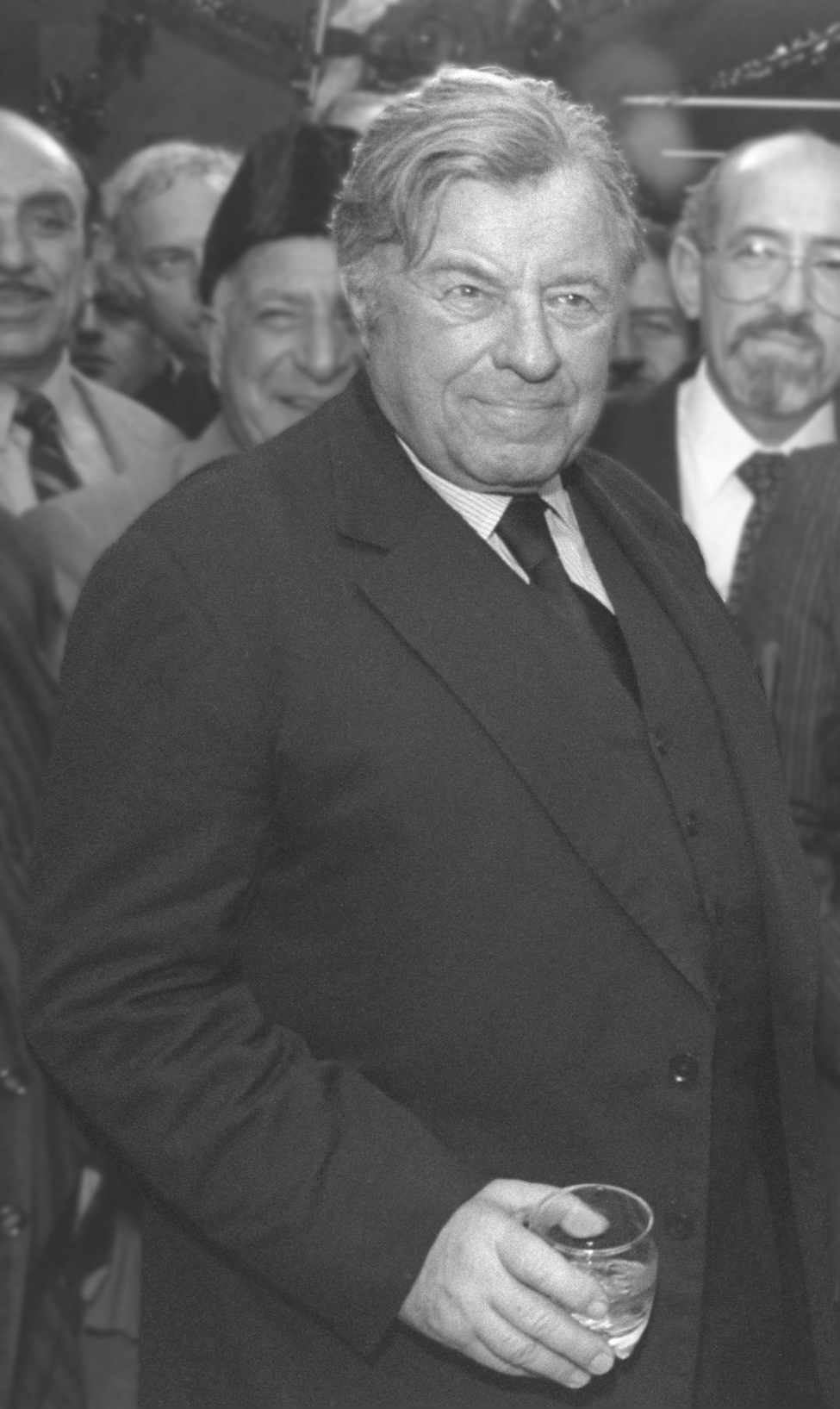
Teddy Kollek (1911–2007)

- Köllen, Helmut (1950–1977), deutscher Bassist, Gitarrist und Sänger
- Köllen, Josef (1903–1965), deutscher Politiker (CDU), MdL
- Kollenberg, Martin (* 1965), deutscher Fußballspieler
- Kollenberger, David († 1628), Bürgermeister von Heilbronn
- Kollenburg, Nel van (* 1950), niederländische Hockeyspielerin
- Kollender, Andreas (* 1964), deutscher Schriftsteller
- Kollender, Michael (1945–1966), deutsches Todesopfer der Berliner Mauer
- Kollenrott, Marie (* 1984), deutsche Politikerin (Bündnis 90/Die Grünen), MdL
- Kollenscher, Max (1875–1937), deutscher Rechtsanwalt und Politiker
- Köllensperger, Artur (1884–1946), österreichischer Richter
- Köllensperger, Paul (* 1970), italienischer Politiker (Südtirol)
- Koller, Adil (* 1993), Schweizer Politiker (SP)
- Koller, Albert (1894–1957), Schweizer Lehrer, Statistiker und Direktor des Bundesamts für Statistik
- Koller, Albert von (1849–1942), General der Infanterie der österreichisch-ungarischen Streitkräfte
- Koller, Alexander (1834–1900), österreichischer Politiker, Steirischer Landtagsabgeordneter, Vizebürgermeister von Graz
- Koller, Alexander (* 1960), deutscher Historiker
- Koller, Alexander von (1813–1890), österreichischer General
- Koller, Alfred (* 1953), Schweizer Rechtswissenschaftler
- Koller, Andreas (1799–1875), österreichischer Hof- und Gerichtsadvokat und Bürgermeister von Klagenfurt
- Koller, Andreas (* 1961), österreichischer Journalist
- Koller, Angela (* 1983), Schweizer Politikerin
- Koller, Angelika (* 1955), deutsche Journalistin und Volkshochschuldozentin
- Koller, Arabella (* 2000), österreichische Tennisspielerin
- Koller, Arnold (1874–1959), Schweizer Psychiater
- Koller, Arnold (* 1933), Schweizer Politiker (CVP)Arnold Koller (* 1933)

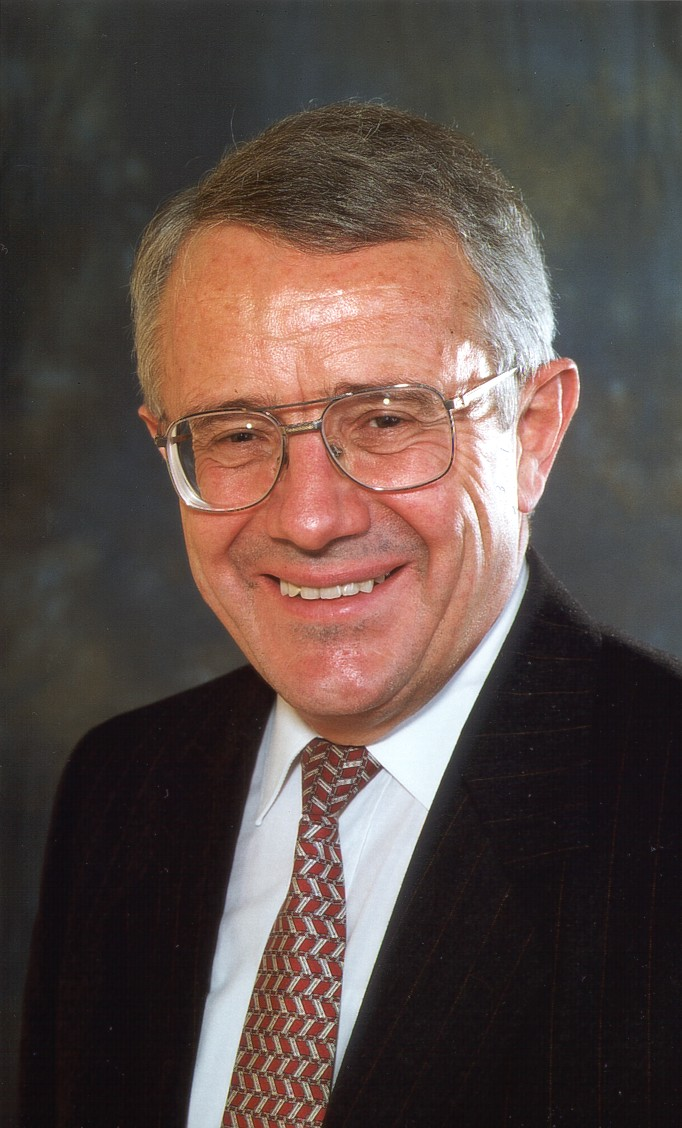
Arnold Koller (* 1933)

- Köller, Balthasar († 1602), Hauptmann, Verbitter und Klosterpropst zu Uetersen
- Koller, Barbara († 1675), österreichische Abdeckerin, als Hexe hingerichtet
- Koller, Benedikt (* 1990), Schweizer Fußballspieler
- Koller, Benedikt Josef von (1767–1798), dramatischer Dichter
- Koller, Cajetan (1798–1872), Arzt und Abgeordneter
- Koller, Carl (1857–1944), österreichisch-amerikanischer Augenarzt
- Koller, Christian (* 1971), Schweizer Historiker
- Koller, Christian (* 1981), österreichischer Rechtswissenschaftler
- Köller, Christiane, deutsche Hörfunkmoderatorin
- Koller, Christine (1925–1978), deutsche Schriftstellerin, Übersetzerin und Dramaturgin
- Koller, Christine (* 1967), deutsche Journalistin
- Köller, Claus Henning von (1874–1937), deutscher Verwaltungsjurist, Landrat und Rittergutsbesitzer
- Koller, Corina, österreichische Opernsängerin
- Koller, Dagmar (* 1939), österreichische Sängerin, Tänzerin und SchauspielerinDagmar Koller (* 1939)

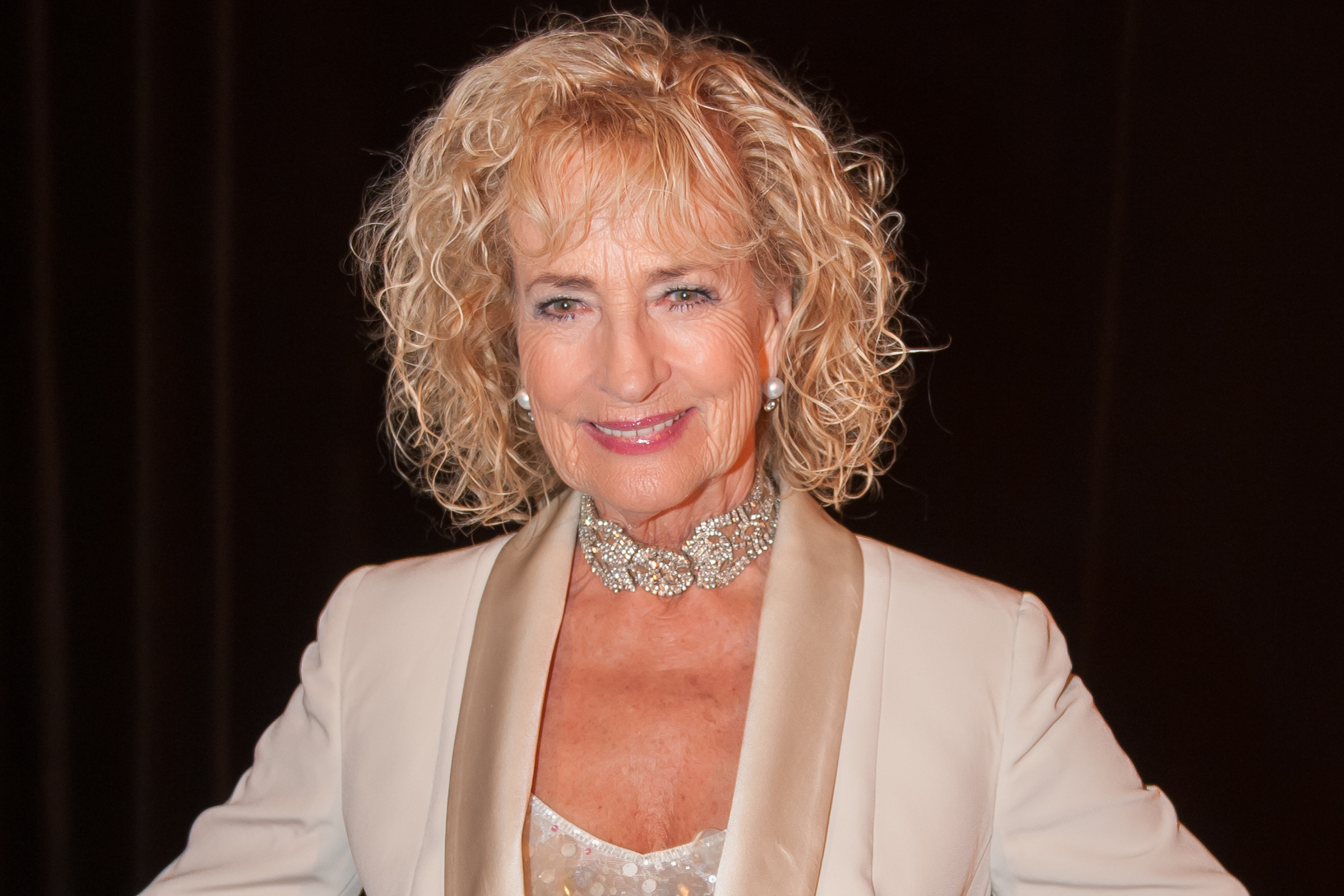
Dagmar Koller (* 1939)

- Koller, Daphne (* 1968), israelische Informatikerin
- Köller, Detlef von (1866–1931), deutscher Verwaltungsbeamter
- Koller, Edeltraud (* 1970), österreichische römisch-katholische Theologin und Hochschullehrerin
- Koller, Edmund (1930–1998), deutscher Bobfahrer
- Koller, Edwin (1921–2005), Schweizer Politiker
- Koller, Emmerich (1920–2007), österreichischer Politiker (SPÖ), Abgeordneter zum Nationalrat
- Koller, Ernst (1875–1961), deutscher Landwirt und Politiker (DNVP), MdL
- Köller, Ernst von (1841–1928), deutscher Politiker, MdR
- Koller, Erwin (* 1940), Schweizer Theologe, Seelsorger und Publizist
- Koller, Erwin (1947–2010), österreichischer Germanist und Lusitanist
- Koller, Felix (* 1998), österreichischer Fußballspieler
- Koller, Franz (* 1947), österreichischer Landwirt und Politiker (FPÖ), Abgeordneter zum Nationalrat, Mitglied des Bundesrates
- Koller, Franz junior (1920–2004), österreichischer Gewerkschafter und Politiker (SPÖ), Abgeordneter zum Nationalrat
- Koller, Franz von (1767–1826), österreichischer General
- Koller, Fritz (1906–1999), Schweizer Internist und Hämatologe
- Koller, Georg (1842–1899), deutscher Theologe
- Köller, Georg von (1823–1916), deutscher Verwaltungsjurist und Rittergutsbesitzer; Abgeordneter und Staatsrat in Preußen
- Koller, Gottfried (1902–1959), deutscher Zoologe, Biologe und Hochschullehrer
- Koller, Gottlieb (1823–1900), Schweizer Eisenbahningenieur und Verwaltungsbeamter
- Koller, György (1923–1996), ungarischer Galerist
- Koller, Hans, deutscher Wirtschaftswissenschaftler
- Koller, Hans (1903–1994), Schweizer Landwirt, Kantonsrat und Regierungsrat aus dem Kanton Appenzell Ausserrhoden
- Koller, Hans (1921–2003), österreichischer Jazzmusiker und Maler
- Koller, Hans (1938–2010), deutscher Politiker (CSU), MdL
- Koller, Hans (* 1970), deutscher Jazzmusiker
- Koller, Hans (* 1971), deutscher Politiker (CSU)
- Koller, Hans Georg (1665–1742), gräflicher Hofschreiner, Kunstschreiner und Baumeister
- Köller, Hans Georg Alexander Friedrich von (1752–1820), preußischer Rittergutsbesitzer und leitender Beamter
- Koller, Hans Rolf Maria (1932–2015), deutscher Maler und Hochschullehrer
- Koller, Hans-Christoph (* 1956), deutscher Pädagoge und Hochschullehrer
- Koller, Harald (* 1961), österreichischer Tischtennisspieler
- Koller, Heinrich (1924–2013), österreichischer Historiker
- Koller, Heinrich (1941–2023), Schweizer Jurist, Rechtskonsulent und Direktor des Bundesamtes für Justiz im Eidgenössischen Justiz- und Polizeidepartement
- Köller, Heinrich Albrecht von (1704–1761), preußischer Major
- Koller, Helmut (* 1959), österreichischer Diplomat
- Koller, Herbert (1911–1995), österreichischer Manager; Generaldirektor der VÖEST
- Koller, Herbert (* 1955), deutscher Bildhauer und Installationskünstler
- Koller, Hubert (* 1960), österreichischer Politiker (SPÖ)
- Koller, Hugo (1867–1949), Wiener Industrieller, Kunstfreund und Bibliophiler
- Koller, Ingo (* 1940), deutscher Rechtswissenschaftler und Hochschullehrer
- Koller, Ingrid (* 1950), österreichische Filmeditorin
- Koller, Jacob (* 1980), amerikanischer Jazzmusiker (Piano, Arrangement, Komposition)
- Koller, Jael (* 1989), Schweizer Unihockeyspielerin
- Koller, Jakob, österreichischer Bettler
- Koller, Jan (* 1973), tschechischer FußballspielerJan Koller (* 1973)

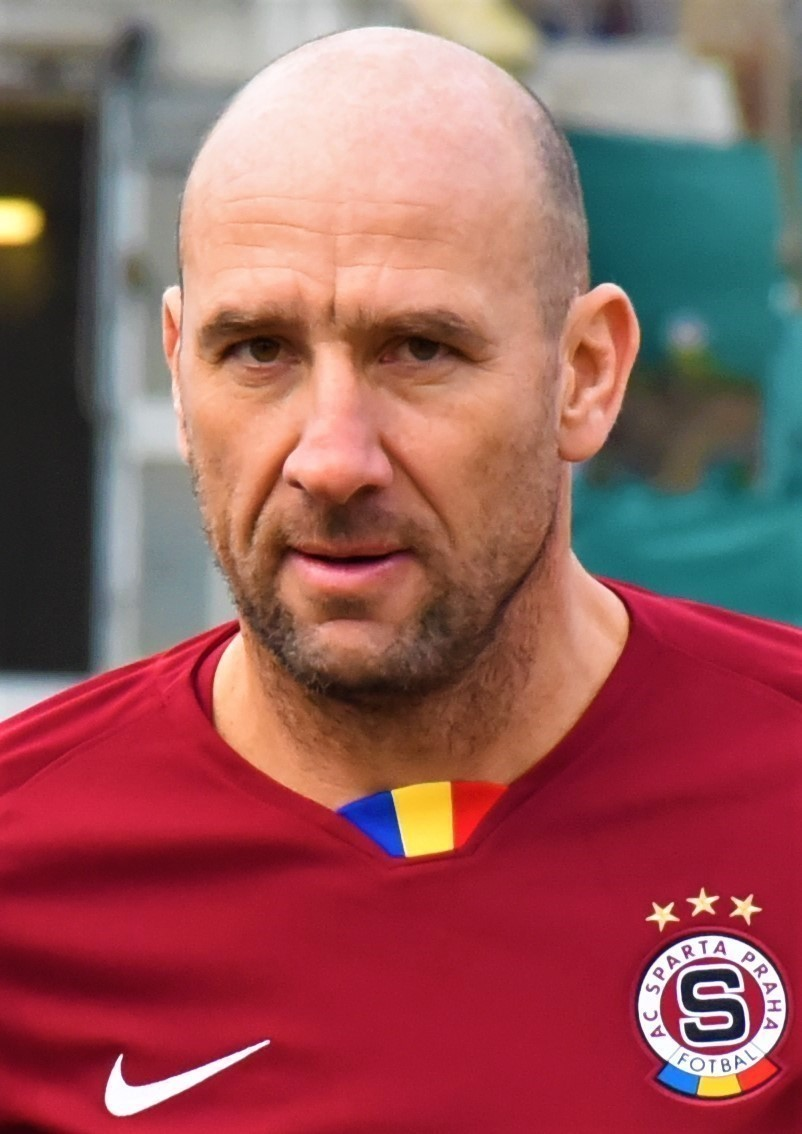
Jan Koller (* 1973)

- Koller, Johann (1917–2013), deutscher Unternehmer
- Koller, Johann (1955–2021), österreichischer Musiker und Komponist
- Koller, Johann Jakob (1805–1879), Schweizer Textilunternehmer und Gemeinderat
- Koller, Johann Mathias von (1728–1805), österreichischer Industrieller
- Koller, Jonas (* 1993), deutscher Leichtathlet
- Koller, Josef (1872–1945), österreichischer Volkssänger, Gesangskomiker, Schauspieler, Schriftsteller und Volksliedforscher
- Koller, Julius (* 1950), österreichischer Musikpädagoge, Komponist und Chorleiter
- Koller, Karl (1863–1920), Schweizer reformierter Geistlicher, Unternehmer und freisinniger Politiker
- Koller, Karl (1873–1946), Schweizer Architekt
- Koller, Karl (1898–1951), deutscher General der Flieger im Dritten Reich
- Koller, Karl (1919–2019), österreichischer Skirennläufer und Skilehrer
- Koller, Karl (1929–2009), österreichischer Fußballspieler
- Köller, Karlheinz (* 1946), deutscher Agrarwissenschaftler an der Universität Hohenheim
- Koller, Károly (1838–1889), österreichisch-ungarischer Fotograf
- Koller, Károly (* 1968), deutscher Schriftsteller, Übersetzer und Filmemacher
- Köller, Katharina (* 1984), österreichische Autorin, Schauspielerin und TheatermacherinKatharina Köller (* 1984)

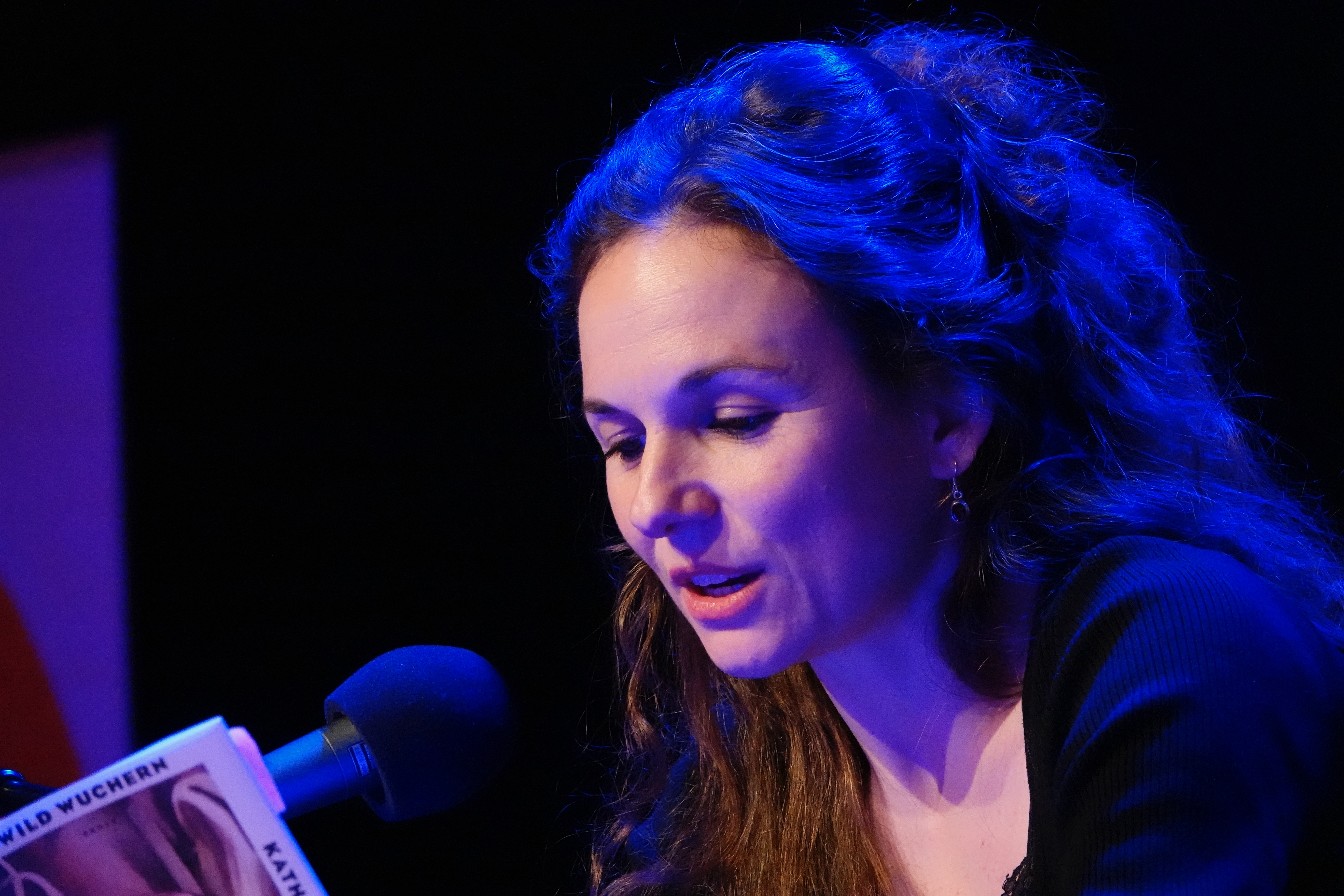
Katharina Köller (* 1984)

- Köller, Klaus (* 1943), deutscher Fußballspieler
- Koller, Lara (* 2007), deutsche Schauspielerin
- Köller, Lebrecht von (1861–1933), deutscher Verwaltungsjurist und Landrat
- Koller, Lorenz (* 1958), Schweizer Politiker (CVP)
- Koller, Lorenz (* 1994), österreichischer Rennrodler
- Koller, Lukas (* 1999), deutscher Schauspieler und Synchronsprecher
- Koller, Manfred (1941–2025), österreichischer Restaurator
- Koller, Marcel (* 1960), Schweizer Fussballspieler und -trainerMarcel Koller (* 1960)

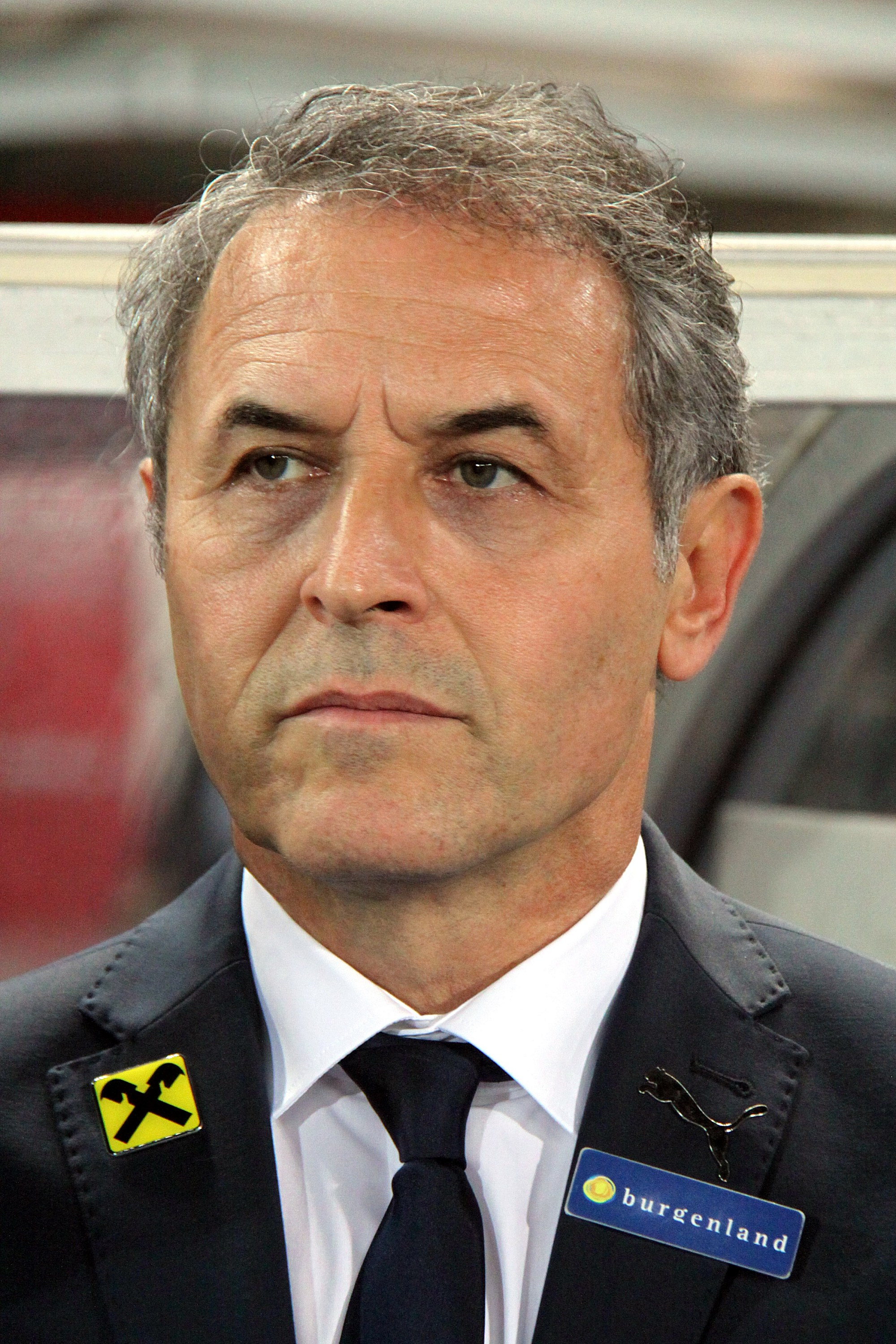
Marcel Koller (* 1960)

- Köller, Marco (* 1969), deutscher Fußballspieler
- Koller, Marco (* 1991), österreichischer Fußballspieler
- Koller, Margot (* 1941), österreichische Schriftstellerin
- Koller, Maria Magdalena (1957–2019), österreichische Filmregisseurin und Drehbuchautorin
- Koller, Marian (1792–1866), österreichischer Benediktiner, Astronom, Meteorologe und Verwaltungsbeamter
- Koller, Marina (* 1981), deutsche Schlagersängerin und Moderatorin
- Koller, Markus (* 1972), deutscher Historiker und Hochschullehrer
- Koller, Martin (* 1971), österreichischer Jazzmusiker
- Koller, Mathilde (* 1950), deutsche Präsidentin des Landesamtes für Verfassungsschutz Sachsen und des Landesamtes für Verfassungsschutz Nordrhein-Westfalen, Staatssekretärin des Landes Berlin
- Köller, Matthias von (1797–1883), preußischer Politiker und Generallandschaftsdirektor von Pommern
- Köller, Max (1887–1959), deutscher Landwirt und Politiker
- Koller, Max (1933–2018), Schweizer Grafiker und Buchgestalter
- Koller, Michael (1809–1861), deutscher Arzt und Landtagsabgeordneter im Königreich Bayern
- Köller, Michael (* 1961), deutscher Radrennfahrer
- Koller, Michael (* 1972), österreichischer Schriftsteller
- Koller, Michael (* 1976), deutscher Politiker (Freie Wähler), MdL
- Koller, Michael (* 1982), österreichischer Fußballspieler
- Koller, Nicole (* 1997), Schweizer Radsportlerin
- Köller, Olaf (* 1963), deutscher Psychologe
- Koller, Oskar (1925–2004), deutscher Maler und Grafiker
- Koller, Patrick (* 1972), Schweizer Basketballfunktionär und -spieler
- Koller, Patrick (* 1983), österreichischer Freestyle-Skisportler
- Koller, Paul (1889–1950), österreichischer Politiker (SDAP), Mitglied des Bundesrates
- Koller, Paul (* 1952), schweizerischer Diplomat und Autor
- Koller, Paul-Friedrich (* 2002), österreichischer FußballspielerPaul-Friedrich Koller (* 2002)

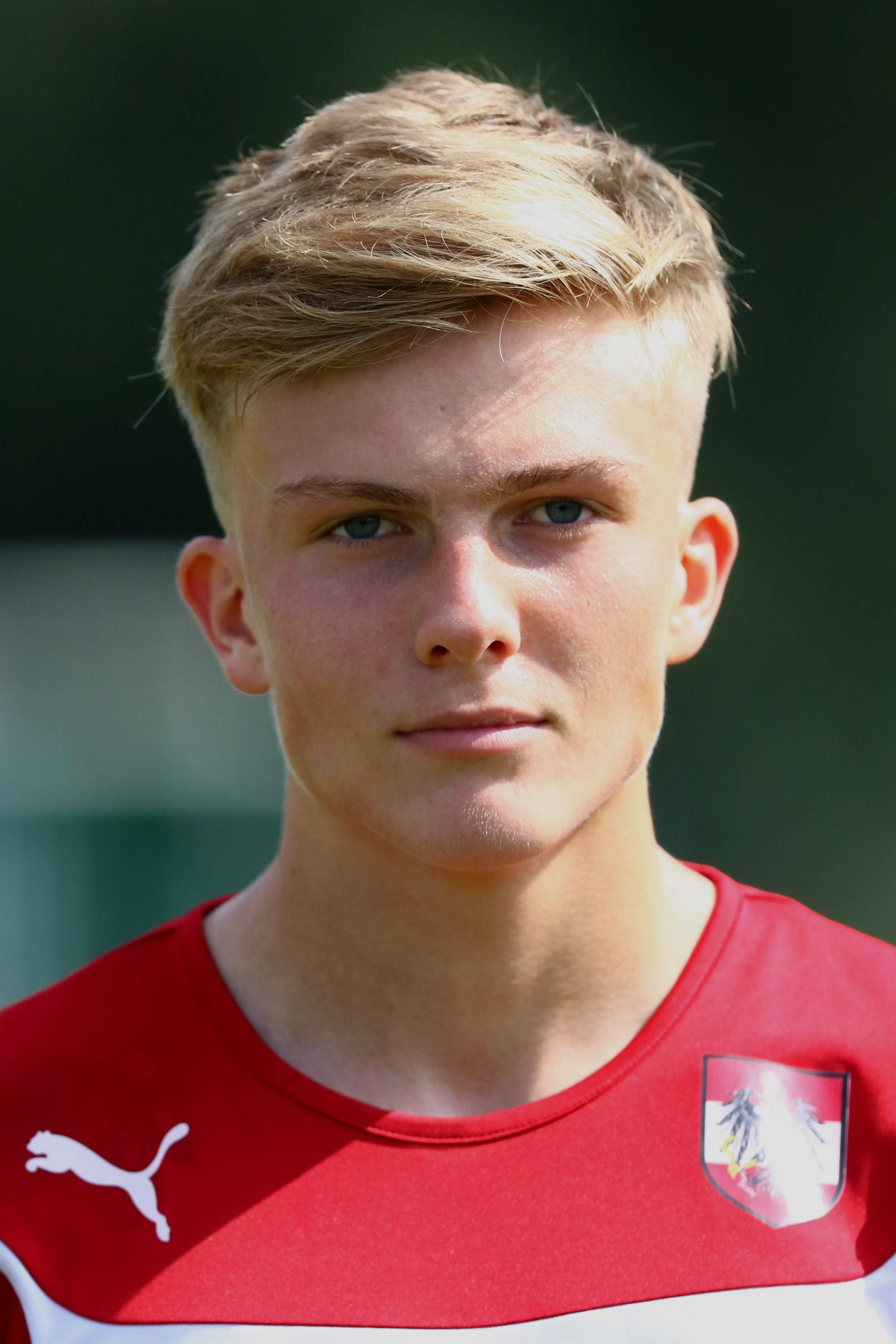
Paul-Friedrich Koller (* 2002)

- Koller, Peter (1907–1996), österreichisch-deutscher Architekt, Stadtplaner und Hochschullehrer
- Koller, Peter (* 1947), österreichischer Rechtsphilosoph und Rechtssoziologe
- Koller, Robert, tschechoslowakischer Basketballspieler und -trainer
- Koller, Röbi (* 1957), Schweizer Journalist, Radio- und FernsehmoderatorRöbi Koller (* 1957)

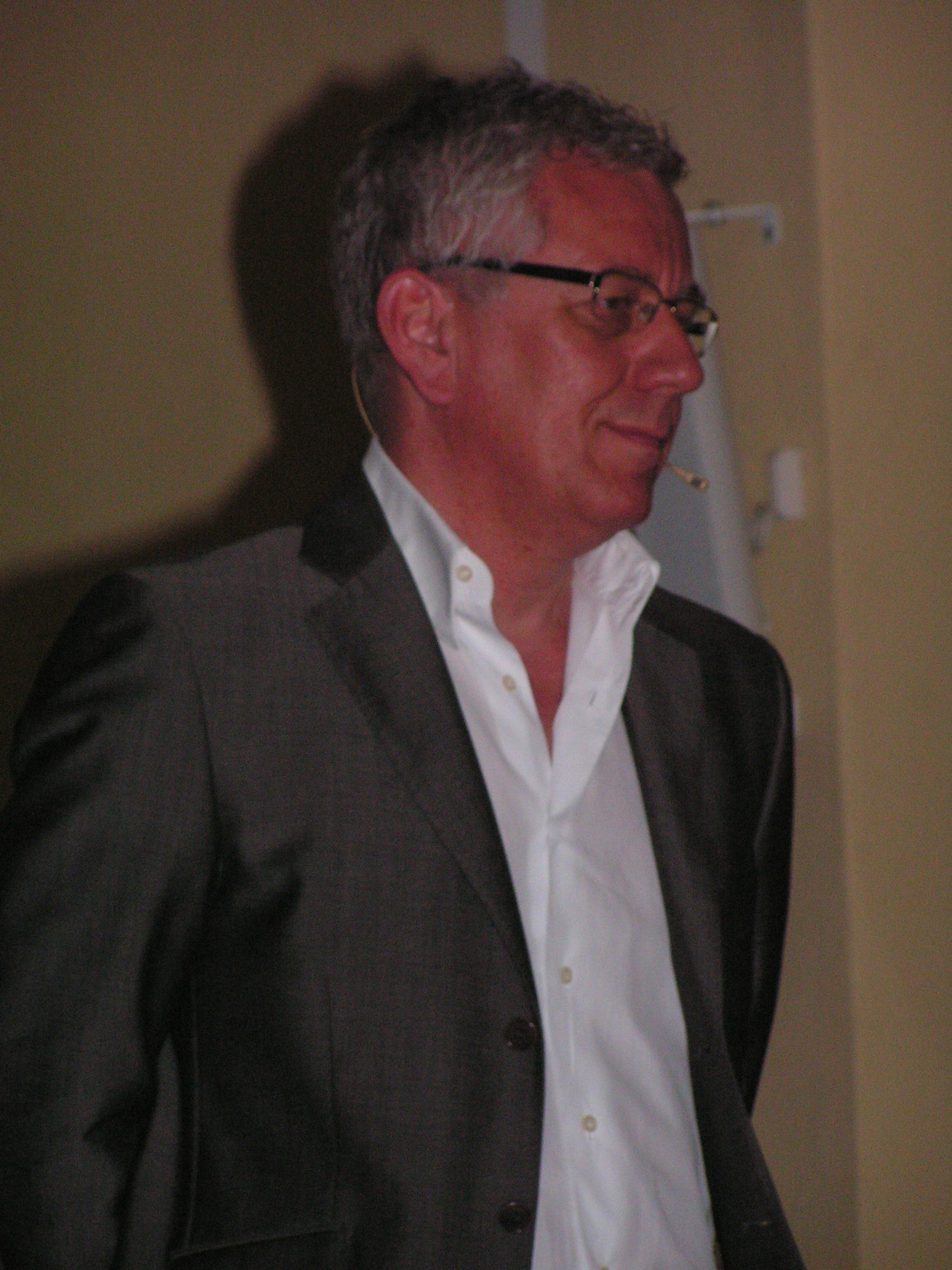
Röbi Koller (* 1957)

- Koller, Roland (1942–2025), deutscher Jurist und Politiker (CSU)
- Koller, Rudolf (1828–1905), Schweizer Maler
- Koller, Sabine (* 1971), deutsche Slawistin
- Koller, Siegfried (1908–1998), deutscher Sozialmediziner
- Koller, Silvia (1898–1963), österreichische Malerin
- Koller, Silvia (1942–2010), deutsche Fernsehredakteurin
- Koller, Sven (* 1986), deutscher Schauspieler
- Koller, Theodor (1936–2023), Schweizer Zellbiologe und Hochschullehrer
- Koller, Thomas (* 1953), Schweizer Rechtswissenschaftler
- Koller, Tim (* 1981), deutsch-österreichischer Schauspieler
- Köller, Uwe (* 1964), deutscher Trompeter
- Koller, Veronika (* 1973), österreichische Sprachwissenschaftlerin
- Koller, Volkmar, Amtmann des sächsischen Amtes Eckartsberga und Besitzer des Schlosses Steinburg
- Koller, Werner (* 1942), Schweizer Sprachwissenschaftler, Hochschullehrer
- Koller, Wilhelm (1829–1884), österreichischer Historienmaler
- Köller, Wilhelm (* 1941), deutscher Germanist und Professor im Ruhestand
- Köller, Willibrord (1765–1834), preußischer Landrat
- Koller, Wolf, sächsischer Beamter
- Koller, Xavier (* 1944), Schweizer Filmemacher
- Koller-Andorf, Ida (1930–2023), österreichische Publizistin
- Köller-Banner, Georg Ludwig von (1728–1811), dänischer General und pommerscher Gutsbesitzer
- Köller-Banner, Georg Ludwig von (1776–1843), preußischer Landschaftsrat
- Koller-Bohl, Marianne (* 1953), Schweizer Politikerin (FDP), Landammann von Appenzell Ausserrhoden
- Koller-Buchwieser, Helene (* 1912), österreichische Architektin
- Koller-Feuchtinger, Maria (1897–1987), österreichische Lehrerin und Politikerin (SPÖ)
- Koller-Glück, Elisabeth (1923–2019), österreichische Journalistin, Grafikerin und Kunsthistorikerin
- Koller-Pinell, Broncia (1863–1934), österreichische Malerin
- Köllerer, Annemarie (* 1944), deutsche Mundartdichterin und Autorin
- Köllerer, Daniel (* 1983), österreichischer TennisspielerDaniel Köllerer (* 1983)

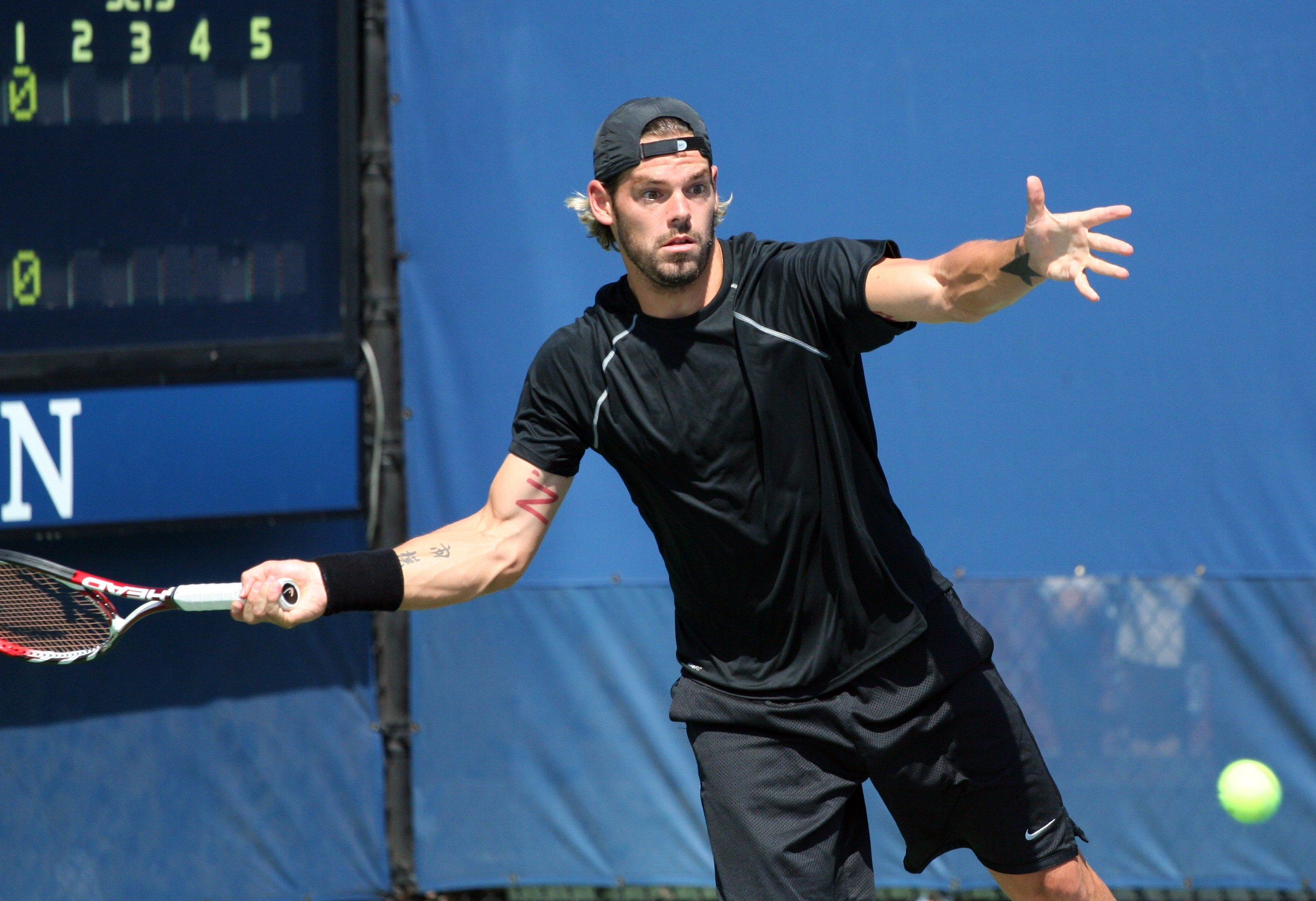
Daniel Köllerer (* 1983)

- Köllerer, Franz Seraphim (1839–1879), deutscher Brauereibesitzer und Politiker (Zentrum), MdR
- Köllerer, Karin (* 1970), österreichische Skirennläuferin
- Kolleritsch, Alfred (1931–2020), österreichischer Schriftsteller, Lyriker und Herausgeber
- Kolleritsch, Otto (1934–2023), österreichischer Pianist und Musikwissenschaftler
- Kollermann, Edith (* 1964), österreichische Politikerin (NEOS), Landtagsabgeordnete
- Köllers, Gesche († 1660), Opfer der Hexenprozesse in Loccum
- Kollert, Günter (* 1949), deutscher Pastor und Schriftsteller, hauptsächlich von Sachbüchern
- Kollerup, Simon (* 1986), dänischer Politiker
- Kolles, Colin (* 1967), deutscher Zahnarzt und Teamchef von Hispania Racing F1Colin Kolles (* 1967)

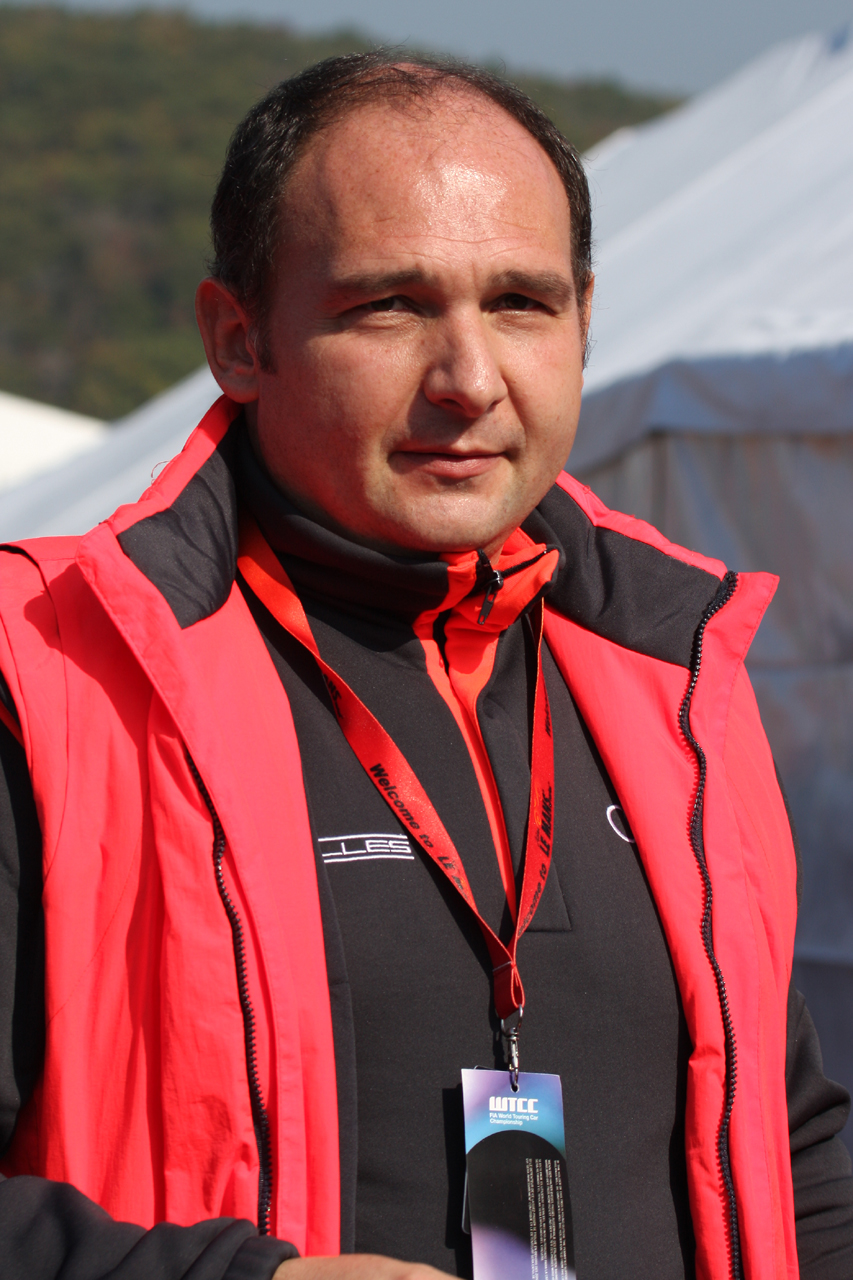
Colin Kolles (* 1967)

- Kollesch, Jutta (* 1933), deutsche Medizinhistorikerin
- Kollet, Conny (* 1970), deutsche Sängerin (Popjazz)
- Kolletschka, Jakob (1803–1847), österreichischer Mediziner
- Kolletschke, Horst-Dieter (* 1952), deutscher Konteradmiral
- Kollex, Astrid (* 1946), deutsche Synchronsprecherin, Dialogregisseurin und Hörspielsprecherin
- Kolley, Abdou (* 1970), gambischer Politiker
- Kolley, Anna (* 1904), deutsche Politikerin (SED)
- Kolley, Borrie L. S. B., gambischer Politiker
- Kolley, Edeltraud (* 1940), deutsche theoretische Physikerin und Hochschullehrerin
- Kolley, Winfried (* 1940), deutscher theoretischer Physiker und Hochschullehrer

### Kollg
- Köllges, Frank (1952–2012), deutscher Jazzmusiker und Performancekünstler
- Köllges, Hans (1930–2015), deutscher Architekt und Maler

### Kollh
- Kollhof, Wilhelm (1892–1964), erster offizieller Rundfunkteilnehmer in Deutschland
- Köllhofer, Jakob (* 1947), deutscher Kulturmanager
- Kollhoff, Hans (* 1946), deutscher Architekt
- Kollhoff, Karl (1846–1901), deutscher Ministerialbeamter und Abteilungschef im preußischen Kriegsministerium
- Kollhosser, Helmut (1934–2004), deutscher Jurist und Hochschullehrer

### Kolli
- Kolli, Nikolai Dschemsowitsch (1894–1966), russischer Architekt und Hochschullehrer
- Kollias, George (* 1977), griechischer SchlagzeugerGeorge Kollias (* 1977)

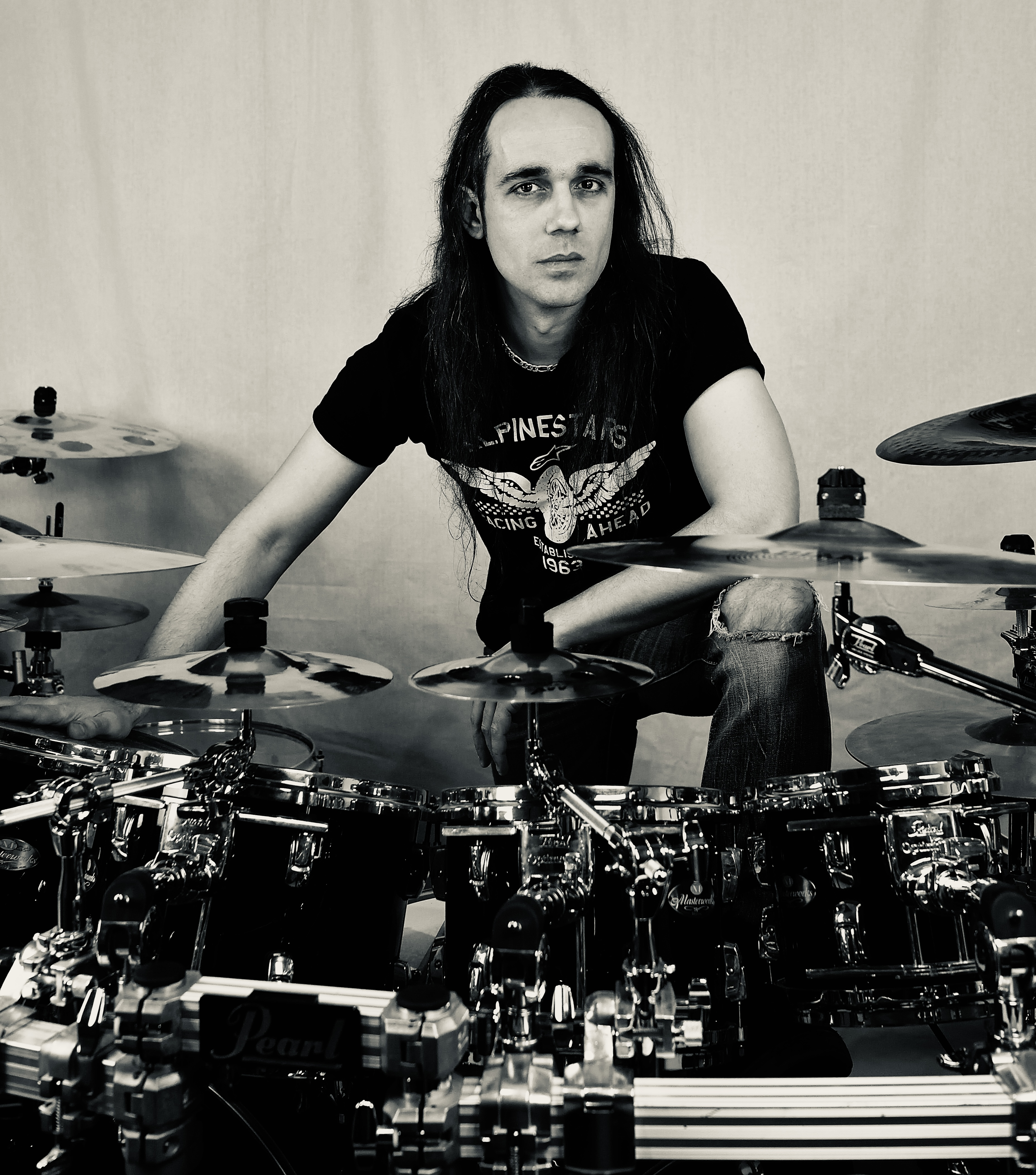
George Kollias (* 1977)

- Kollias, Konstantinos (1901–1998), griechischer Politiker und Ministerpräsident
- Kollibay, Paul (1863–1919), deutscher Ornithologe und Rechtsanwalt
- Kollig, Manfred (* 1956), deutscher Ordensgeistlicher, Generalvikar des Erzbistums Berlin
- Kölligan, Daniel (* 1974), deutscher Indogermanist
- Kolligs, Rainer (1929–2015), deutscher Bergbaumanager und Bergwerksdirektor
- Kollik, Christian (* 1980), österreichischer Basketballspieler
- Kölliker, Denise (* 1970), Schweizer Beachvolleyballspielerin
- Kölliker, Jakob (* 1953), Schweizer Eishockeyspieler und -trainer
- Kölliker, Paul (1932–2021), Schweizer Ruderer
- Kölliker, Stefan (* 1970), Schweizer Politiker (SVP)
- Kölliker, Theodor (1852–1937), deutscher Chirurg und Orthopäde
- Kölliker, Walter (1898–1938), schweizerischer Pazifist und KPD-Funktionär
- Kollin, Michael († 1519), salzburgischer römisch-katholischer Geistlicher
- Köllin, Thomas († 1524), deutscher Theologe (römisch-katholisch)
- Kolliner, Karl (1888–1944), Eishockeyspieler
- Kolling, Alfons (1922–2003), deutscher Prähistoriker; Landeskonservator des Saarlandes
- Kölling, Christian (* 1960), deutscher Forstwissenschaftler, Förster und Autor
- Kölling, Enrico (* 1990), deutscher Boxer
- Kölling, Georg Friedrich Carl (1825–1872), deutscher Bildhauer
- Kolling, Janne (* 1968), dänische Handballspielerin
- Kölling, Michael, deutscher Informatiker, Entwickler der Programmierumgebungen BlueJ und Greenfoot
- Kolling, Stephan (* 1972), deutscher JuristStephan Kolling (* 1972)

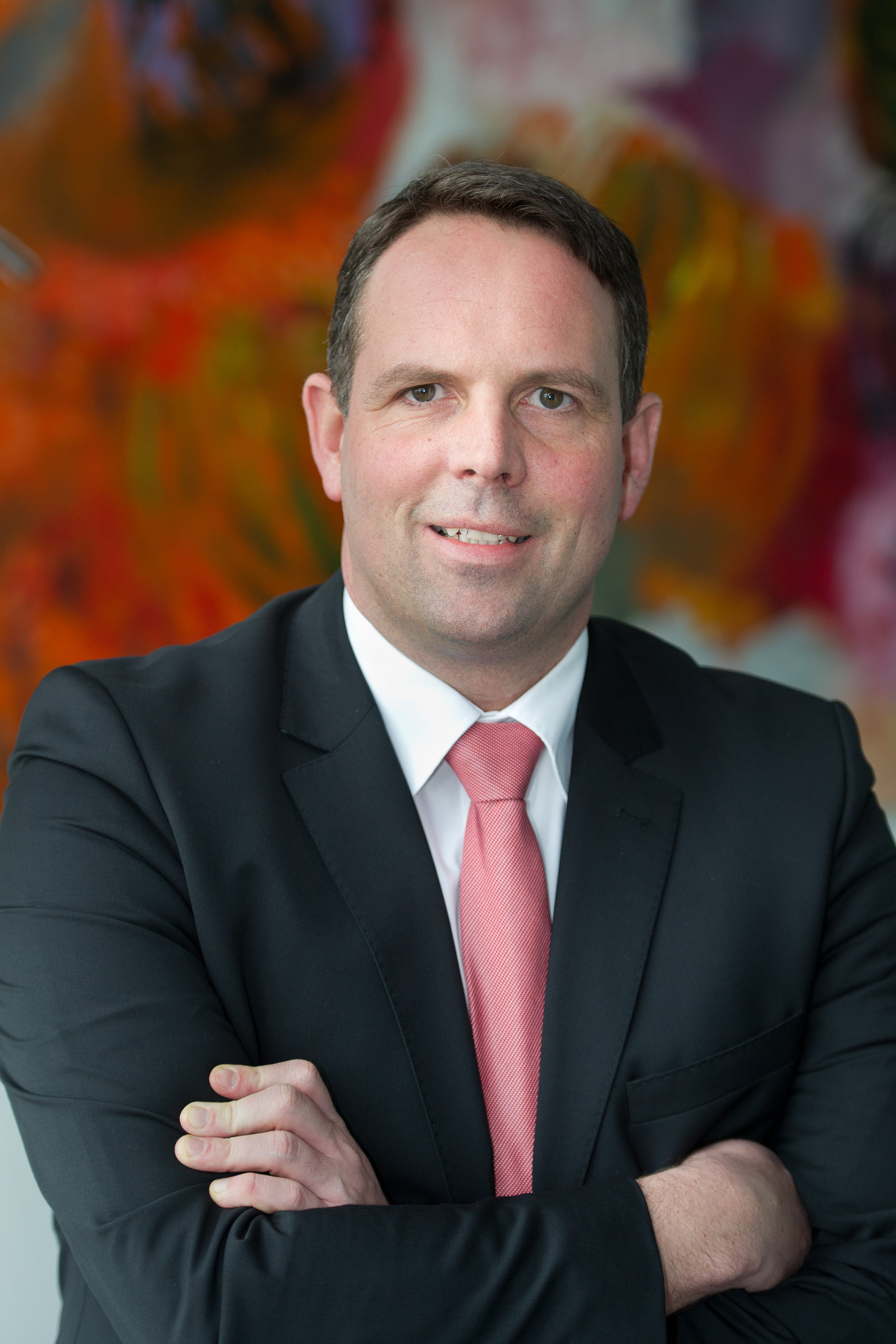
Stephan Kolling (* 1972)

- Kölling, Timo (* 1978), deutscher Schriftsteller, Lyriker und Philosoph
- Köllinger, Bernd (1944–2011), deutscher Theaterwissenschaftler, Librettist, Ballettdirektor und Publizist
- Kollinger, Dominik (1929–2018), deutscher Falkner
- Köllinger, Erika (1941–2005), deutsche Schauspielerin und Kabarettistin
- Kollinger, Rupert (1866–1944), österreichischer Politiker (SdP), Mitglied des Bundesrates
- Kollins, Tom (1936–2020), US-amerikanischer Snooker- und Poolbillardspieler sowie Billardfunktionär und -trainer
- Köllisch, Anton (1888–1916), deutscher Chemiker
- Kollisch, Eva (1925–2023), US-amerikanische Schriftstellerin, Germanistin, Literaturwissenschaftlerin, Pazifistin und Feministin
- Köllisch, Hein (1857–1901), deutscher Liedtexter, Humorist und Theaterintendant
- Kollisch, Margarete (1893–1979), österreichische Schriftstellerin, Lyrikerin

### Kollm
- Kollmann, Albert (1837–1915), deutscher Kaufmann und Kunsthändler
- Kollmann, Alfred (* 1947), österreichischer Geschäftsführer und Politiker (SPÖ), Landtagsabgeordneter, Abgeordneter zum Nationalrat
- Kollmann, Arthur (1858–1941), deutscher Urologe und Puppenspielforscher
- Kollmann, Augustus Frederick Christopher (1756–1829), deutsch-britischer Organist und Komponist
- Kollmann, Bernd (1946–2017), deutscher Fotojournalist
- Kollmann, Bernd (* 1959), deutscher evangelischer Theologe (Neutestamentler)
- Kollmann, Birgitt (* 1953), deutsche Übersetzerin
- Kollmann, Burkhard (* 1960), deutscher Offizier, Brigadegeneral der Luftwaffe der Bundeswehr
- Kollmann, Christian Ernst (1792–1855), deutscher Buchhändler und Verleger
- Kollmann, Dominik (* 1985), deutscher RadiomoderatorDominik Kollmann (* 1985)

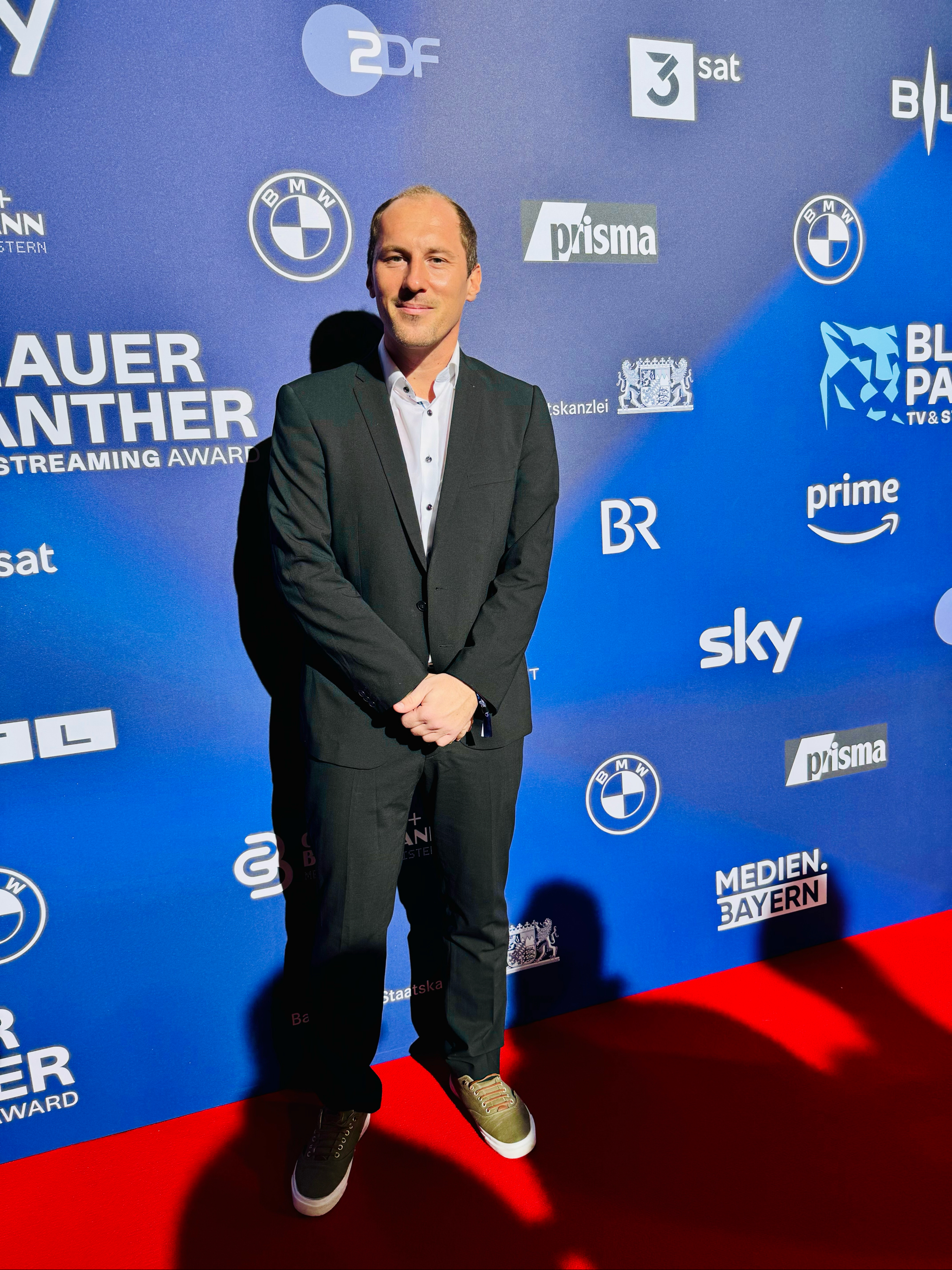
Dominik Kollmann (* 1985)

- Kollmann, Erich (* 1965), österreichischer Pokerspieler
- Kollmann, Franz (1935–2010), österreichischer Unternehmer und Politiker, Landtagsabgeordneter der Steiermark
- Kollmann, Franz Gustav (* 1934), deutscher Maschinenbauingenieur
- Kollmann, Georg (1889–1982), deutscher Lehrer und Naturwissenschaftler
- Kollmann, Georg Joseph August (1796–1839), deutscher Arzt und Botaniker
- Kollmann, Günter (* 1948), deutscher Unternehmer, Basketballspieler
- Köllmann, Gustav (1874–1966), deutscher Maschinenbau-Ingenieur und Unternehmer
- Kollmann, Heinz (* 1939), österreichischer Paläontologe
- Kollmann, Hildebert (1875–1937), deutscher Politiker (USPD/SPD), MdL Preußen
- Kollmann, Ignaz (1775–1837), österreichischer Schriftsteller, Skriptor, Redakteur/Journalist, Dramatiker/Librettist und Maler
- Kollmann, Johann († 1428), Ratsherr in Lübeck
- Kollmann, Johann († 1454), deutscher Kaufmann und Bürgermeister der Hansestadt Lübeck
- Kollmann, Johann Jakob (1714–1778), Stadtphysikus
- Kollmann, Johannes (1804–1878), deutscher Jurist und Abgeordneter
- Kollmann, Josef (1855–1932), deutscher Hofbeamter und Bürgermeister
- Kollmann, Josef (1868–1951), österreichischer Kaufmann und Politiker (CS), Landtagsabgeordneter, Abgeordneter zum Nationalrat
- Kollmann, Julius (1834–1918), deutscher Zoologe, Anthropologe und Anatom
- Kollmann, Karl (1898–1989), österreichischer Landwirt und Politiker
- Kollmann, Karl (1902–1988), deutscher Ingenieur und Hochschullehrer
- Kollmann, Karl (* 1950), deutscher Historiker und in Eschwege Leiter des dortigen Stadtarchivs sowie des Eschweger Stadtmuseums
- Kollmann, Karl (1952–2019), österreichischer Soziologe und Wirtschaftswissenschaftler
- Kollmann, Katharina (* 1985), deutsche Singer-Songwriterin
- Kollmann, Nicola (* 1994), liechtensteinischer Fußballspieler
- Kollmann, Ottmar (1886–1969), deutscher Richter und Ministerialbeamter
- Kollmann, Paul (1842–1915), deutscher Statistiker
- Kollmann, Paul (1865–1923), sächsischer Generalmajor
- Kollmann, Rainer (1699–1776), österreichischer Zisterzienser, Abt des Stiftes Zwettl
- Kollmann, Roland (1935–2014), deutscher römisch-katholischer Theologe
- Kollmann, Roland (* 1976), österreichischer FußballspielerRoland Kollmann (* 1976)

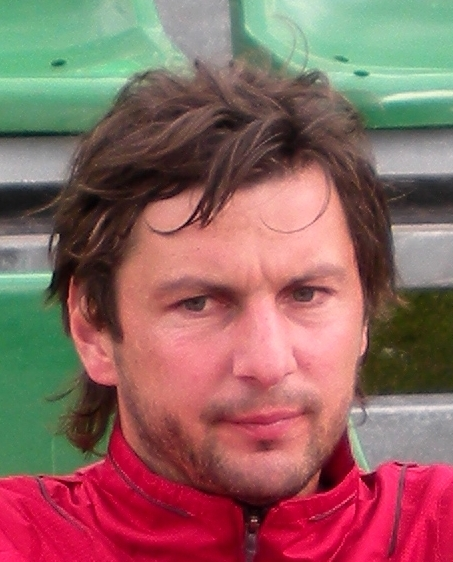
Roland Kollmann (* 1976)

- Kollmann, Tobias (* 1970), deutscher Wirtschaftswissenschaftler
- Kollmann, Walter (1932–2017), österreichischer Fußballspieler
- Köllmann, Wolfgang (1925–1997), deutscher Politiker (CDU), Historiker, Hochschullehrer
- Kollmann-Forstner, Christina (* 1988), österreichische Radrennfahrerin
- Kollmannsberger, Ellen, deutsche volkstümliche Schlagersängerin
- Kollmannsberger, Hans (* 1932), deutscher volkstümlicher Schlagersänger
- Kollmannsperger, Uwe (* 1964), deutscher Fußballspieler
- Kollmar, Alfred (1886–1937), deutscher Maler
- Kollmar, Dirk (1963–2014), deutscher Wirtschaftsmanager und Basketball-Funktionär sowie Kinderbuchillustrator
- Kollmar, Max (1872–1966), deutscher Kaufmann
- Kollmar, Siegfried (1961–2024), deutscher Polizeibeamter, Polizeipräsident von Mannheim
- Kollmar, Wilhelm (1871–1948), deutscher Bildhauer und Keramiker
- Kollmar-Paulenz, Karénina (* 1958), deutsche Religions- und Zentralasienwissenschaftlerin
- Kollmats, Beata (* 1992), schwedische Fußballspielerin
- Kollmeier, Birger (* 1958), deutscher Hörforscher
- Kollmer, Dieter H. (* 1964), deutscher Militärhistoriker und Oberstleutnant
- Köllmer, Hans-Christian (* 1947), deutscher Politiker (Freie Wählergemeinschaft Pro Arnstadt)
- Kollmer, Josef (1901–1948), deutscher SS-Obersturmführer im KZ Auschwitz
- Kollmer, Norbert (* 1964), deutscher Jurist, Präsident des Zentrums Bayern Familie und Soziales
- Kollmorgen, Raj (* 1963), deutscher Soziologe und Hochschullehrer
- Kollmorgen, Walter Martin (1907–2008), US-amerikanischer Geograph

### Kolln
- Köllner, Carla (* 1993), deutsche Jazzmusikerin (Posaune, Komposition)
- Köllner, Christian (* 1990), deutscher Eishockey- und Inlinehockeyspieler
- Köllner, Conrad, österreichischer Tischtennisspieler
- Köllner, Eberhard (* 1939), deutscher Militär, Raumfahreranwärter der DDR
- Köllner, Eduard (1839–1891), deutscher Komponist
- Köllner, Erhard (* 1950), deutscher Erziehungswissenschaftler, Sexologe und Psychotherapeut
- Köllner, Fritz (1904–1986), sudetendeutscher Politiker (NSDAP), MdR, Jurist und SA-Führer
- Köllner, Georg Paul (1902–1971), deutscher Kirchenmusiker und Hochschullehrer
- Köllner, Hans Fritz (1896–1976), deutscher Schriftsteller, Drehbuchautor und Filmregisseur
- Köllner, Johann Friedrich (1764–1853), evangelischer Pfarrer, Beamter, Pädagoge, Historiker, Bürgermeister
- Köllner, Johann Friedrich Christian (1733–1809), Hofgärtner und Gartendirektor Saarbrückens
- Köllner, Karl (1790–1853), deutscher Sozialpädagoge und Pietist
- Köllner, Lutz (1928–1992), deutscher Wirtschaftswissenschaftler, Sozialwissenschaftler und Militärökonom
- Köllner, Marita (* 1958), deutsche Sängerin und Moderatorin (Köln)
- Köllner, Maximilian (* 1991), österreichischer Politiker (SPÖ)
- Köllner, Michael (* 1969), deutscher FußballtrainerMichael Köllner (* 1969)

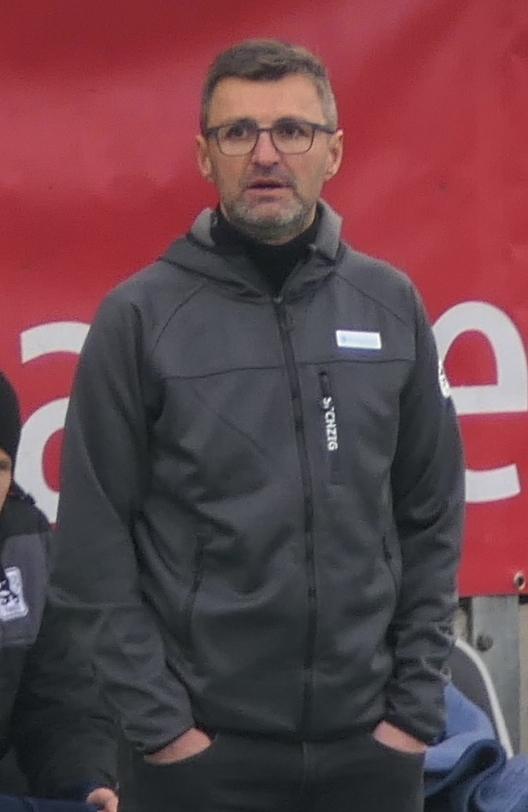
Michael Köllner (* 1969)

- Köllner, Patrick (* 1968), deutscher Politikwissenschaftler
- Köllner, Simon († 1919), deutscher Politiker (SPD), MdL
- Köllner, Stefan (* 1984), deutscher Moderner Fünfkämpfer
- Köllner, Ursula (1920–1995), deutsche Schauspielerin
- Köllner, Wolf-Dietrich, deutscher Schauspieler

### Kollo
- Kollo, Dorthe (* 1947), dänische Schlagersängerin
- Kollo, Nathalie (* 1967), deutsch-dänische Singer-Songwriterin, Moderatorin und Kinderbuchautorin
- Kollo, René (* 1937), deutscher Opernsänger (Tenor)René Kollo (* 1937)

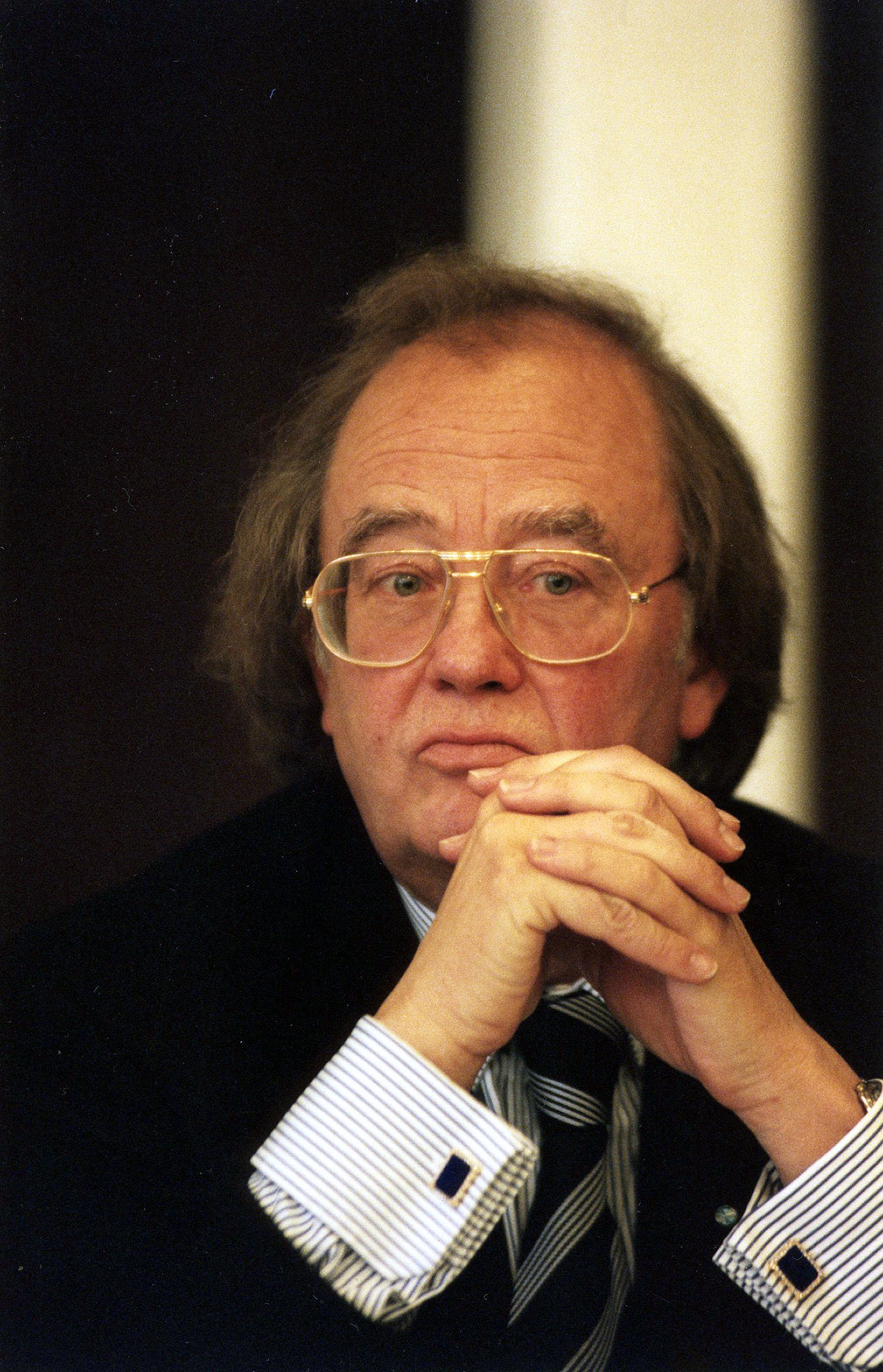
René Kollo (* 1937)

- Kollo, Walter (1878–1940), deutscher Komponist
- Kollo, Willi (1904–1988), deutscher Komponist
- Kolloch, Kathrin (* 1961), deutsche Kanutin, Juristin und Autorin
- Kolloch, Markus (* 1967), deutsch-polnischer Eishockeyspieler
- Kolloden, Alexander M. (1847–1924), deutschsprachiger Schriftsteller und Librettist
- Kollonitsch, Leopold Karl von (1631–1707), katholischer Erzbischof der Erzdiözese Gran und Kardinal
- Kollonitsch, Siegfried von (1572–1624), kaiserlicher Feldmarschall und Förderer der Evangelischen in Ungarn
- Kollonitz, Leopold Ignaz von (1681–1735), Karmelitenmissionar und Bischof von Aureliopolis
- Kollonitz, Sigismund von (1677–1751), Erzbischof von Wien und Kardinal
- Kollontai, Alexandra Michailowna (1872–1952), russische Revolutionärin, Diplomatin und SchriftstellerinAlexandra Michailowna Kollontai (1872–1952)
- Kollorz, Barbara (* 1967), deutsche Geherin

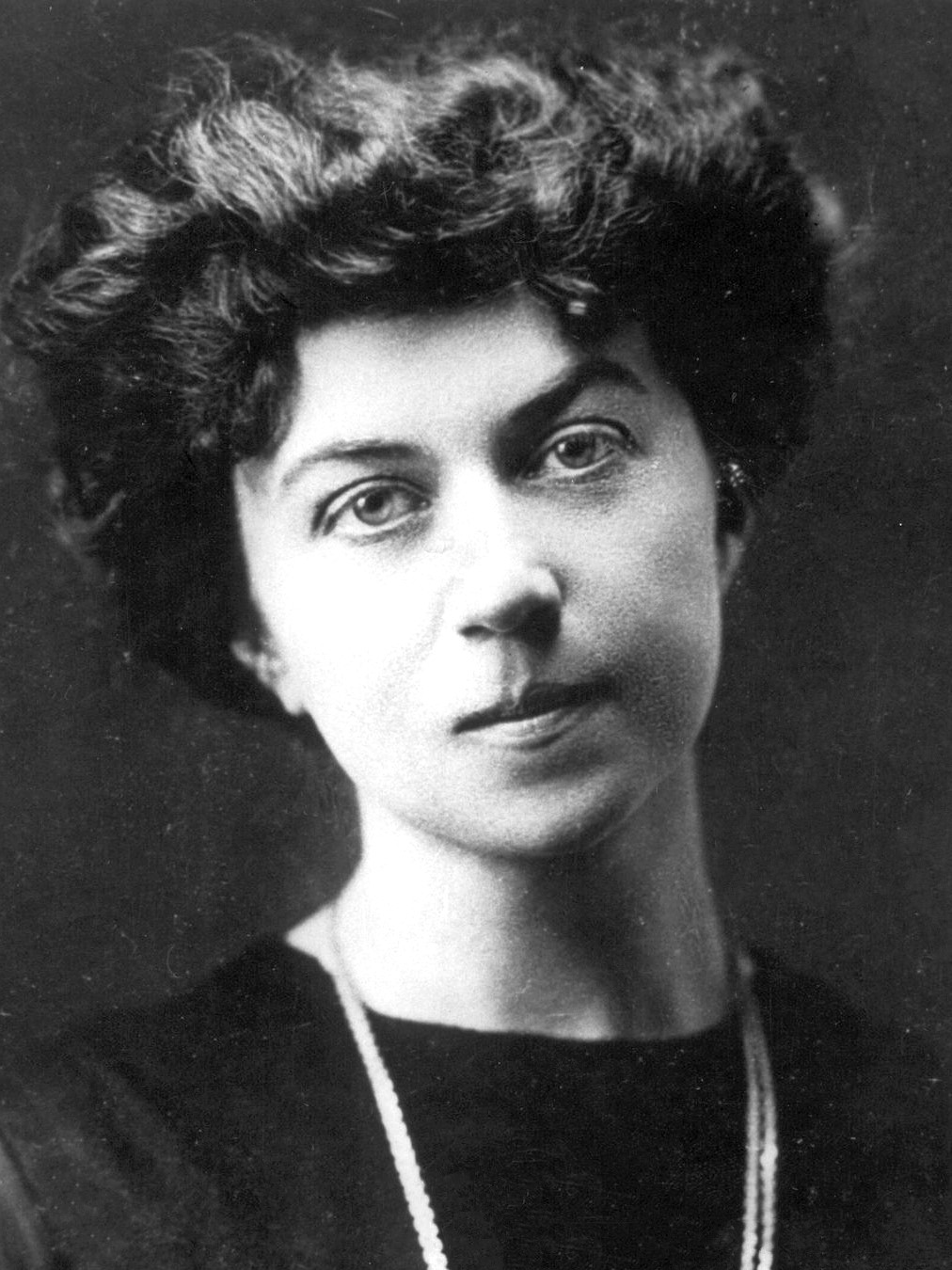
Alexandra Michailowna Kollontai (1872–1952)

- Kollorz, Fritz (1945–2019), deutscher Politiker (CDU), MdL

### Kollr
- Kollreider, Oswald (1922–2017), österreichischer Maler
- Kollros, Louis (1878–1959), Schweizer Mathematiker
- Kollross, Andreas (* 1971), österreichischer Politiker (SPÖ)

### Kolls
- Kollsman, Paul (1900–1982), US-amerikanischer Erfinder

### Kollt
- Kolltveit, Arna (* 1976), norwegische Biathletin

### Kollu
- Kolluthos, griechischer Autor

### Kollw
- Kollwelter, Serge (* 1946), luxemburgischer Autor
- Kollwitz, Hans (1892–1971), deutscher Mediziner
- Kollwitz, Hans (1893–1948), deutscher Politiker (KPD, SED), MdR
- Kollwitz, Ilse (1909–1981), deutsche Kommunalpolitikerin (SED), Abgeordnete im Landtag Mecklenburg
- Kollwitz, Jan (* 1960), deutscher Keramiker
- Kollwitz, Johannes (1903–1968), deutscher katholischer Theologe und Christlicher Archäologe
- Kollwitz, Karl (1863–1940), deutscher Arzt
- Kollwitz, Käthe (1867–1945), deutsche KünstlerinKäthe Kollwitz (1867–1945)

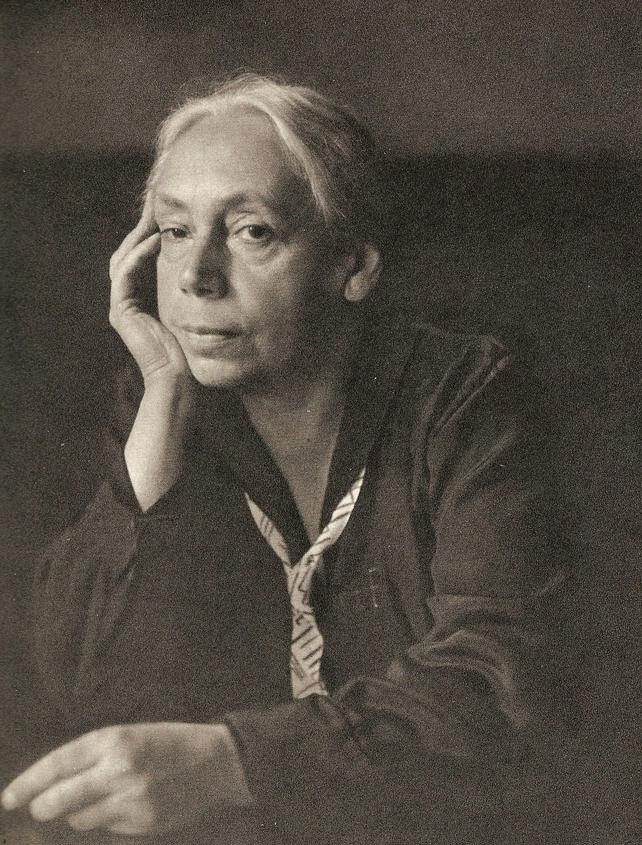
Käthe Kollwitz (1867–1945)

- Kollwitz, Peter (1896–1914), deutscher „Wandervogel“ und Soldat

### Kolly
- Kolly, Gilbert (* 1951), Schweizer Jurist, Bundesrichter
- Kolly, Herbert (* 1969), Schweizer Freestyle-Skier
- Kolly, Jean-Claude (* 1961), Schweizer Dirigent
- Kolly, Karl-Andreas (* 1965), Schweizer Pianist
- Kölly, Manfred (* 1954), österreichischer Unternehmer und Politiker (FPÖ, Freie Bürgerliste), Landtagsabgeordneter
- Kolly, Nicolas (* 1986), Schweizer Politiker
- Kolly, Noémie (* 1998), Schweizer Skirennfahrerin
- Kolly, Rachel (* 1981), Schweizer Geigerin
- Kölly, Stefan (1928–2018), österreichischer Fußballspieler, -trainer und -funktionär
- Kolly, Urs (* 1968), Schweizer Leichtathlet
- Kolly-Altermatt, Sandra (* 1970), Schweizer Politikerin (CVP)